# Historia de Madrid

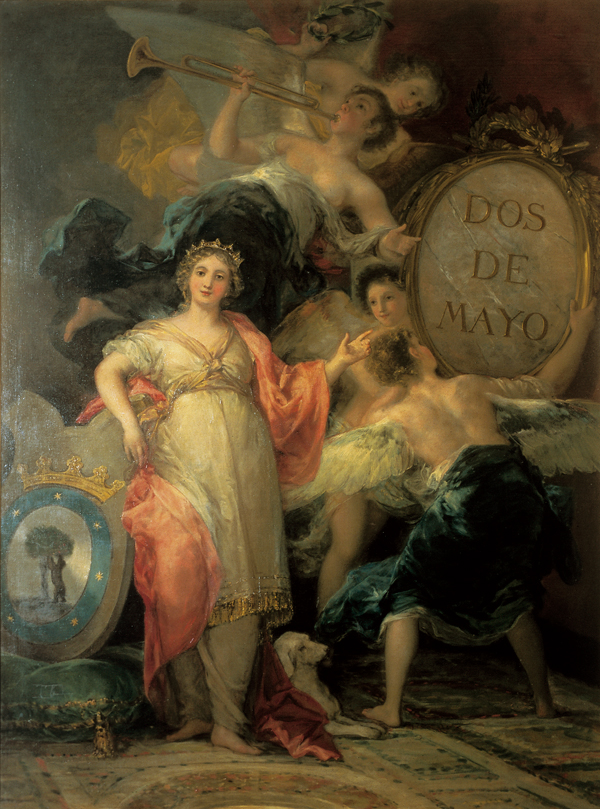
Alegoría de la villa de Madrid (1810), por Goya (Museo de Historia de Madrid).

Si bien el área ya había sido ocupada por asentamientos previos, la historia de Madrid como núcleo urbano habitado de forma continuada tiene su inicio en el siglo IX, con la construcción de una fortaleza en la zona promovida por el emir Mohamed I, y está marcada por el establecimiento en ella de la corte real en 1561 y, con la consolidación del país, su transformación en la capital de la monarquía, capital a la que el antimadrileñismo habría tratado, en palabras de José Cepeda Adán, en clave de ciudad frívola y superficial, con «una historia sin historia, hecha de entradas solemnes, fiestas, carnavales y bullicio», si bien este autor destaca la importancia clave en la política estatal de numerosos episodios históricos acaecidos en la ciudad, al punto de considerar a Madrid epicentro de todas las revoluciones. En la actualidad es la ciudad más poblada de España.
Los orígenes de la ciudad son objeto de revisión tras los recientes hallazgos, en su perímetro más antiguo, de enterramientos visigodos así como de restos que se remontan a los carpetanos o periodo prerromano. Las excavaciones arqueológicas en el término municipal también arrojan restos romanos en diferentes distritos de la ciudad moderna, atribuyéndose al Madrid romano, y sobre la base de los restos encontrados durante las obras de soterramiento de la autopista M-30, una localización a orillas del río Manzanares en el área de influencia del puente de Segovia, en el entorno hoy ocupado por el parque de Atenas, la parte baja de la calle de Segovia y el paseo de la Virgen del Puerto. El Madrid romano no se situaría por tanto en el posterior enclave en altura del periodo visigodo para situarse en el valle del Manzanares, a escasos metros de donde se documentan los referidos restos visigodos, en la colina formada por los actuales Palacio Real y catedral de la Almudena. Estos recientes hallazgos de época visigoda han venido a confirmar las teorías de varios autores que sostuvieron que el posterior asentamiento fortificado musulmán de Maǧrīţ (del siglo IX) se había fundado sobre un vicus visigodo del VII llamado Matrice o matriz, arroyo. (AFI [maʤriːtˁ]).
No sería hasta el siglo XI cuando Madrid es incorporado a la Corona de Castilla, tras su reconquista por los hispanos cristianos, procedentes de Segovia y comandados por Día Sanz y Fernán García, siendo rey Alfonso VI de León, en 1083. A partir de ese momento es cuando Madrid comienza un proceso lento pero constante de crecimiento en su territorio, población e influencia, que abarca todo el periodo medieval hasta situarse a fines del siglo XV como una de las principales ciudades de Castilla. Resultado de este proceso de crecimiento, entre otras razones, sería su designación como sede de la Corte por Felipe II en 1561, convirtiéndose en la primera capital permanente de la monarquía española. Desde ese mismo año de 1561, Madrid experimentó un crecimiento exponencial en tamaño y población, que alcanzaría a finales del siglo XIX más de medio millón de habitantes sobre el suelo de la ciudad consolidada (ciudad antigua más ensanche). Madrid, por tanto, ha sido desde el Renacimiento (siglo XVI) y hasta la actualidad, capital de España y sede del Gobierno y la administración del Estado, salvo un breve intervalo de tiempo entre los años de 1601 y 1606, en los que la capitalidad pasó a Valladolid así como durante la Guerra Civil, cuando el Gobierno de la República se trasladó primero a Valencia y después a Barcelona, y al finalizar la guerra es Burgos la ciudad que ostenta la capitalidad.

## Orígenes legendarios
Como en otras ciudades europeas, sobre todo, para poder compararse con orígenes mitológicos de grandes capitales, durante el Renacimiento, se buscaron supuestos orígenes míticos de la villa. Se redoblaron esfuerzos, sobre todo, a partir de que, en 1561, Felipe II estableciera en Madrid la sede permanente de la Corte, en ese momento, la más poderosa del mundo.
La primera leyenda fue confeccionada por el archivero e historiador Francisco Tarafa en su obra De origine ac rebus gestis regum Hispaniae (Amberes, 1553), donde atribuye a un héroe y príncipe griego Ocno Bianor su fundación. Y será el clérigo e historiador Jerónimo de la Quintana, que en 1629 recoge la vieja leyenda fundacional de Ocno en su obra monumental A la muy antigua, noble y coronada villa de Madrid: historia de su antiguedad, nobleza y grandeza, considerada la primera enciclopedia sobre Madrid. Ocno, que aparece en el libro X de la Eneida de Virgilio, era hijo de Tiberino, rey y dios del río Tíber y de la adivina Manto, hija a su vez del adivino tebano Tiresias. Su abuelo, según la literatura clásica, fue compañero de Eneas en Troya. Ocno, despojado de la corona de su padre, viajó con su madre, emprendieron viaje hasta que fundaron una ciudad, a la que denominaron Manto, la hoy denominada Mantua, a orillas del Mincio.
Ya maduro, en un sueño, Apolo le indicó que debía peregrinar hacia dónde muere el sol, para evitar una gran mortandad a su ciudad. De ese sueño viene el nombre de Ocno, "el que posee el don de ver el porvenir en los sueños". Para salvar a su pueblo, Ocno inició un largo peregrinaje en su búsqueda pope que Apolo se le apareció de nuevo en sueños indicándole que en ese preciso lugar fundara una ciudad, debía poblarla y ofrecerla a los dioses. Al despertar, contempló un lugar luminoso y bello,  con agua abundante y rico en encinas y madroños. Vio pequeñas chozas habitadas por pastores y supo que eran carpetanos, “los sin ciudad”. Les avisó de los deseos de Apolo y se dispusieron a fundar la ciudad, la Mantua Carpetanorum, a la que dedicaron a la diosa Cibeles.
Según esta supuesta leyenda, Mantua primero y después Madrid, serían las ciudades europeas más antiguas, incluso antes de la fundación de la propia Roma. También caló en la intelectualidad, llevando el nombre de Mantua Carpetanorum en inscripciones y documentos como así lo atestigua el Plano de Madrid de Pedro Teixeira de 1656, que lleva la inscripción: Mantua Carpetanorum sive Matritum Urbs Regia.

## Restos paleontológicos
La ciudad de Madrid posee ricos yacimientos paleontológicos anteriores a la aparición del ser humano: en el Mioceno medio, hace unos 18 millones de años, donde se ubica el puente de Toledo habitaron faunas propias de un clima cálido y seco, destacando la abundancia de un tipo de rinoceronte sin cuernos que, al ser definidos aquí por primera vez, recibieron el nombre de Hispanotherium. Otros yacimientos importantes de las mismas fechas son los del cerro de San Isidro, La Hidroeléctrica, la calle Moratines, el apeadero de O'Donnell, la estación Imperial y el paseo de las Acacias (Arganzuela). En ellos hay presencia del mismo rinoceronte y otras faunas cálidas subtropicales, principalmente rumiantes, entre ellos los antílopes más antiguos conocidos en España y ciervos antiguos, pero también paleomerícidos y tragúlidos.
De hace unos 15 millones de años, datan los fósiles exhumados en el Puente de Vallecas, en los que dominan los équidos (Anchitherium ezquerrae) y los cérvidos (Heteroprox moralesi), indicando un cambio climático importante: frío y humedad.
De hace 13 millones de años, aparecen en la calle Alhambra una considerable cantidad de fósiles de tortugas gigantes terrestres (Geochelone bolivari), así como un peculiar rinoceronte sin cuernos pero de grandes incisivos (Aceratherium simorrense) y un antílope (Tethytragus langai) que parece haber desplazado a los ciervos.

## Prehistoria

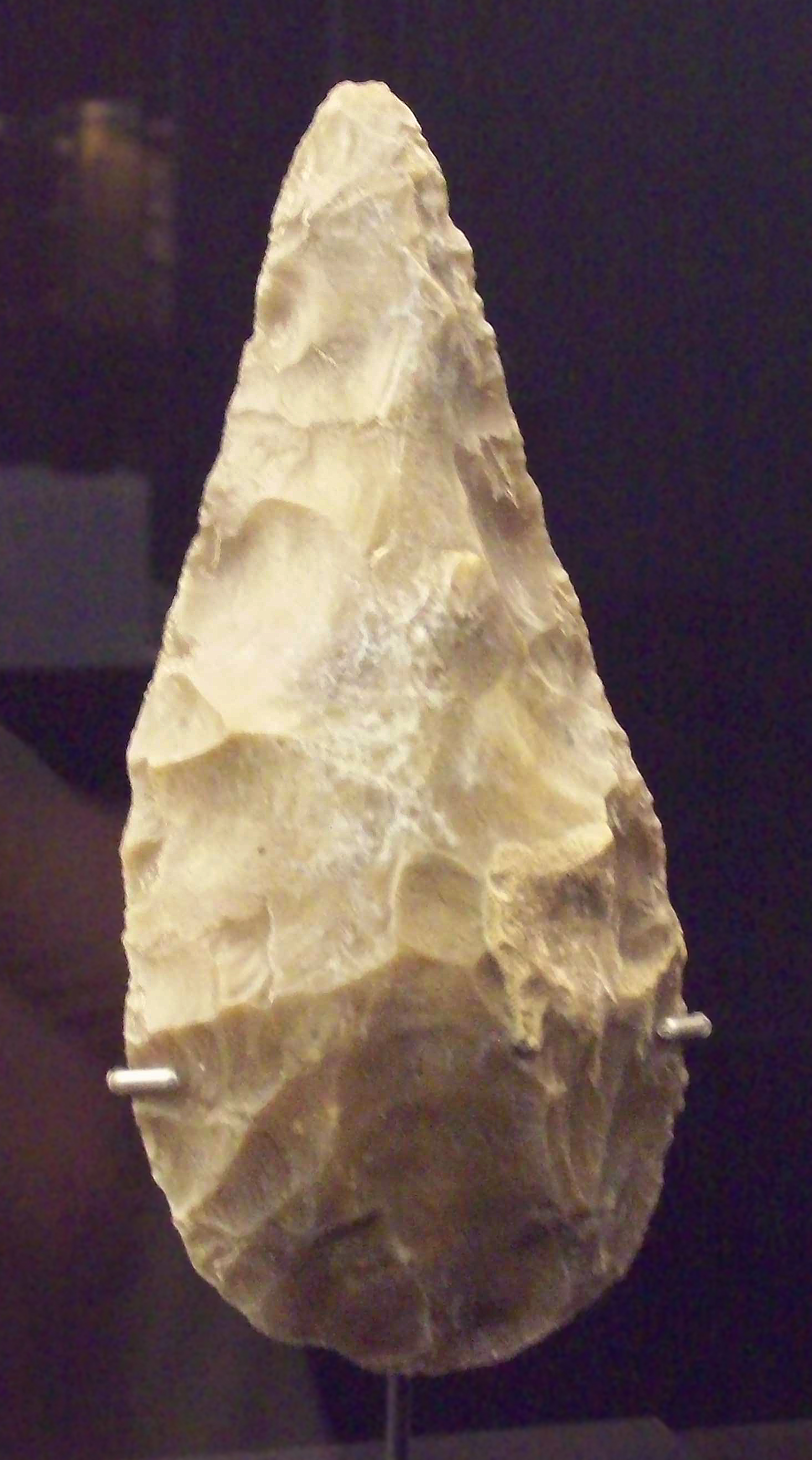
Bifaz achelense de del Cerro de San Isidro

Del Cuaternario existen hallazgos arqueológicos que prueban la existencia de población humana en las terrazas de los ríos Manzanares, Jarama y Henares desde el Paleolítico. Muchos de estos lugares son conocidos desde el siglo XIX y actualmente están bajo zonas urbanizadas, aunque, afortunadamente, el Museo Arqueológico Nacional conserva una buena provisión de fondos arqueológicos que están siendo revisados y que corresponden a una decena de yacimientos del Paleolítico Inferior y Medio. Además, el control de las obras y de las explotaciones de áridos ha permitido descubrir lugares relativamente bien conservados.

## Etapas romana y visigoda
Ya en el periodo histórico, no existen evidencias de que existiera ningún poblamiento de entidad dentro del actual término municipal durante las épocas romana y visigoda. No obstante, sí que existen rastros de la existencia de poblamiento disperso. La vieja creencia de que el arroyo Meaques, en la Casa de Campo, pudo ser la venta romana (en latín, mansio) llamada Miaccum, situada sobre la vía que unía Titulcia con Segovia, no está desechada. El poblamiento romano identificado hasta ahora apunta a varias villae o casas de campo señoriales más o menos próximas al río Manzanares, en puntos como Ciudad Universitaria, puente de los Franceses y de Segovia, Puerta del Ángel y Camino del Robledal. Conocidas de antiguo son las villae de Villaverde Bajo y la llamada "Quinta de los Carabancheles", ambas con mosaicos (los de la segunda en el Museo Municipal de San Isidro).
En época visigoda se atribuyen los primeros restos de una basílica del periodo hispano-visigodo en el entorno de la actual catedral de la Almudena y que podría demostrar la evidencia de un asentamiento urbano en ese periodo. Otras muestras arqueológicas de la presencia de una población estable en Madrid son los restos de dos necrópolis visigodas, una en la antigua colonia del conde de Vallellano —paseo de Extremadura, junto a la Casa de Campo— y otra en Tetuán de las Victorias. También de época visigoda (fechada en el 697) es el primer documento escrito de Madrid: la lápida que se encontraba en el claustro de la iglesia de Santa María de la Almudena, probablemente hasta mediados del siglo XIX y que fue recogida por diversos autores durante el siglo XVII.

MIN BOKATVS . INDIGNVS . PRS

IMO ET TERTIO REGNO DOMNO RVD

MI REGVM . ERA . DCC .XXXV

Recientemente, se han comunicado a través de la prensa nuevos hallazgos prerromanos (cerámica de época carpetana) y visigodos (enterramiento) en las obras que se llevan a cabo en el entorno del Palacio Real.
También se ha publicado en la prensa la aparición de una gran necrópolis visigoda en las inmediaciones del cerro Almodóvar, en Vicálvaro, al sureste de Madrid.

## Época musulmana

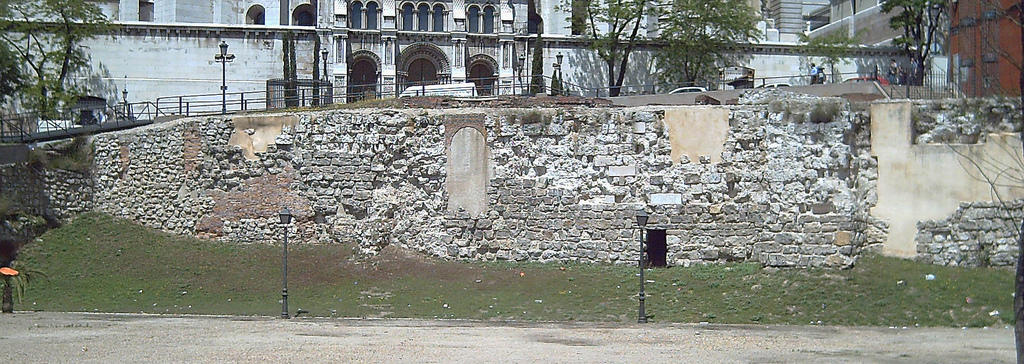
Restos de la muralla musulmana de Madrid (siglo), junto a la Cuesta de la Vega.

La primera noticia histórica de lo que hoy es la ciudad de Madrid data de la época del Emirato omeya de al-Ándalus, concretamente de finales del siglo IX, cuando el emir cordobés Muhammad I (852-886) levanta una fortaleza o hisn en un promontorio junto al río Manzanares, en el lugar donde se alzan hoy la catedral de la Almudena y el arranque de la calle Mayor, cerca de los llamados altos de Rebeque.

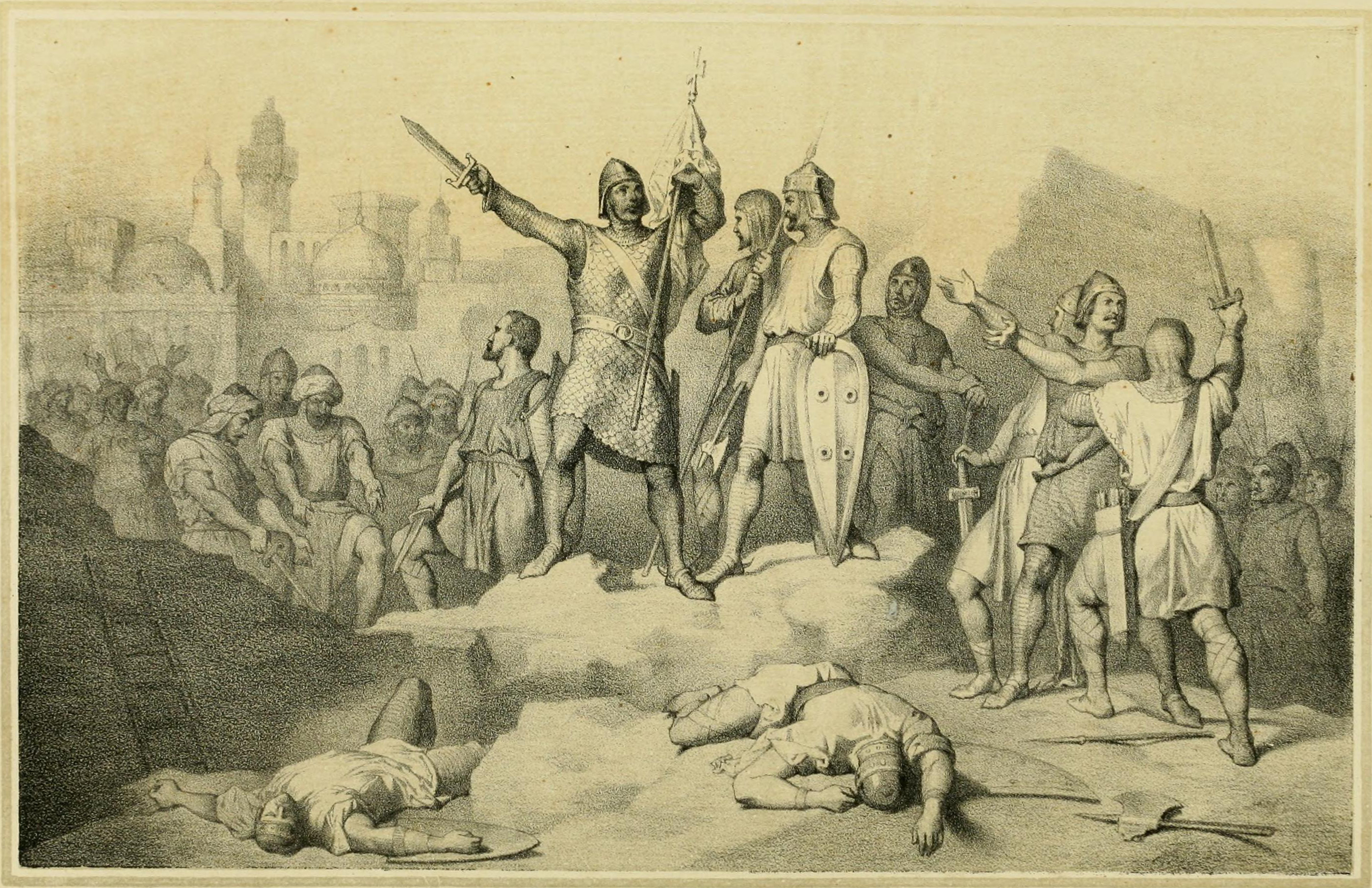
Ilustración decimonónica idealizada de la toma de Madrid por Ramiro II en el año 932

La función de esta fortaleza será la vigilancia de los pasos de la sierra de Guadarrama para proteger Toledo, la antigua capital visigoda. También la de Ribat, es decir, punto de reunión e inicio de las campañas contra los reinos cristianos del norte. Por ejemplo, en el año 977, Almanzor comienza su campaña en Madrid. Cuando el califato de Córdoba se desintegra, Madrid pasa a formar parte del reino taifa de Toledo.

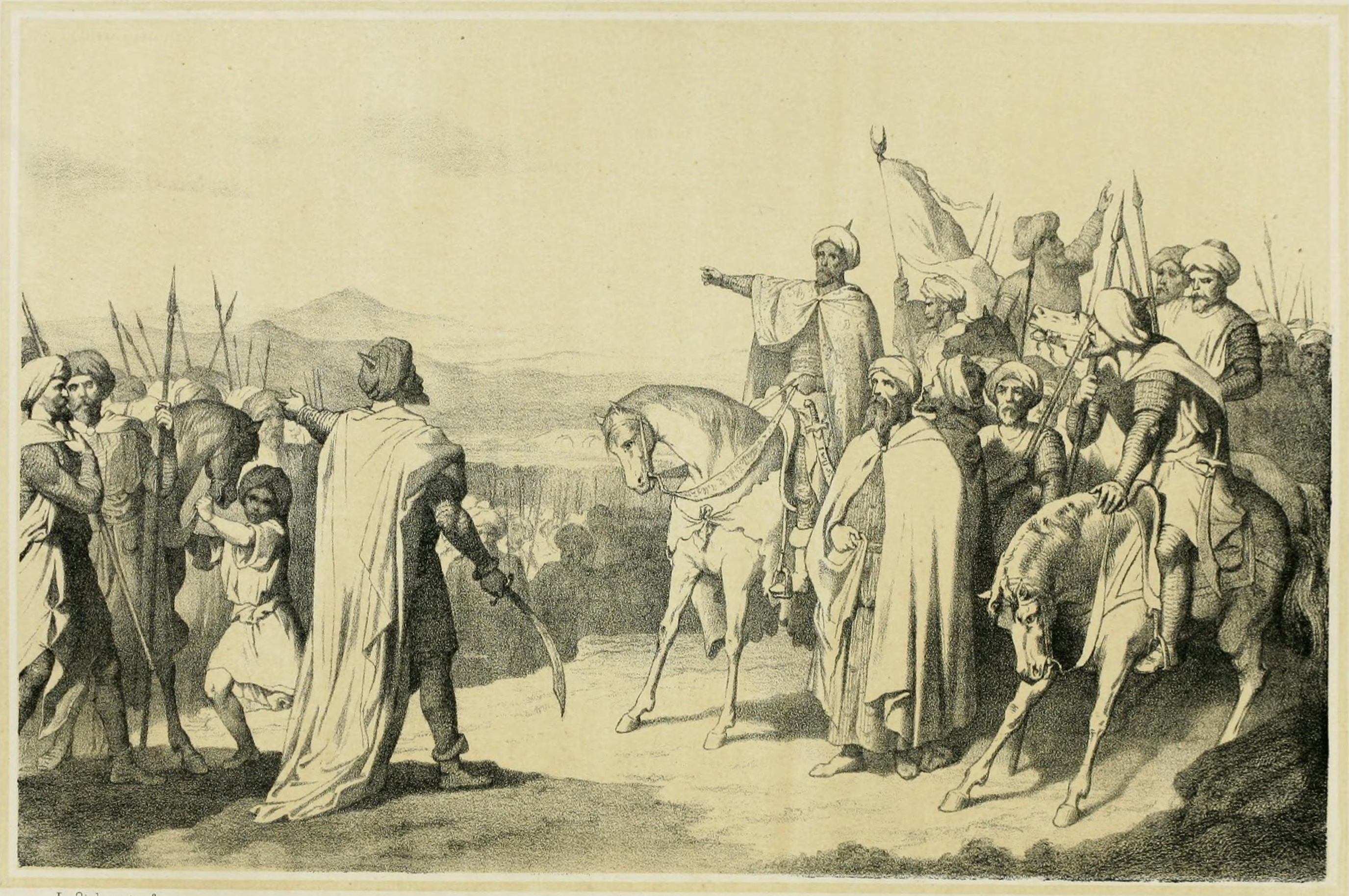
Ilustración decimonónica idealizada representando a Almanzor en Madrid

En los alrededores de esta fortificación, se fue creando un pequeño enclave conocido con el nombre de Maŷrīṭ (en árabe: مجريط Magerit), cuyo significado era "tierra rica en agua", el cual fue objeto de varios ataques de los reyes cristianos durante la Reconquista, por ejemplo, Ramiro II de León la intenta ocupar en 932.
Al rendirse Toledo a Alfonso VI de León y Castilla entre 1083 y 1085, la villa es sitiada y tomada en 1085 por el ejército leones capitaneado por los Quiñoneros segovianos Fernán García y Día Sanz, pasando a manos cristianas como otras varias poblaciones del reino castellano.
Existen dudas en lo referente al origen musulmán de la ciudad. Las obras de construcción en el entorno de la antigua almudayna musulmana del Museo de las Colecciones Reales, aún inconclusas a principios de 2011, desvelaron importantes restos arqueológicos, entre ellos 70 metros de muralla árabe, cuya excavación sugiere una nueva cronología para el poblamiento de Madrid. Mientras que tradicionalmente se viene sosteniendo que Maŷrīṭ es una medina, ya que las fuentes árabes medievales así lo indican, una población que se remontaría al siglo IX, el yacimiento indicaría que la población habría tenido su origen no en una medina, una ciudad musulmana de la que no han podido hallarse restos urbanos, y sí una población nacida ya bajo mandato cristiano en el siglo XII de la que se han hallado cuatro casas y dos calles, las más antiguas encontradas hasta ahora en la zona donde nació Madrid. Los antecedentes árabes de la ciudad se limitarían a la fortaleza militar mandada construir por el emir Muhammad I posiblemente cerca de los altos de Rebeque, próximo al espacio que hoy ocupa el Palacio Real.

## Baja Edad Media

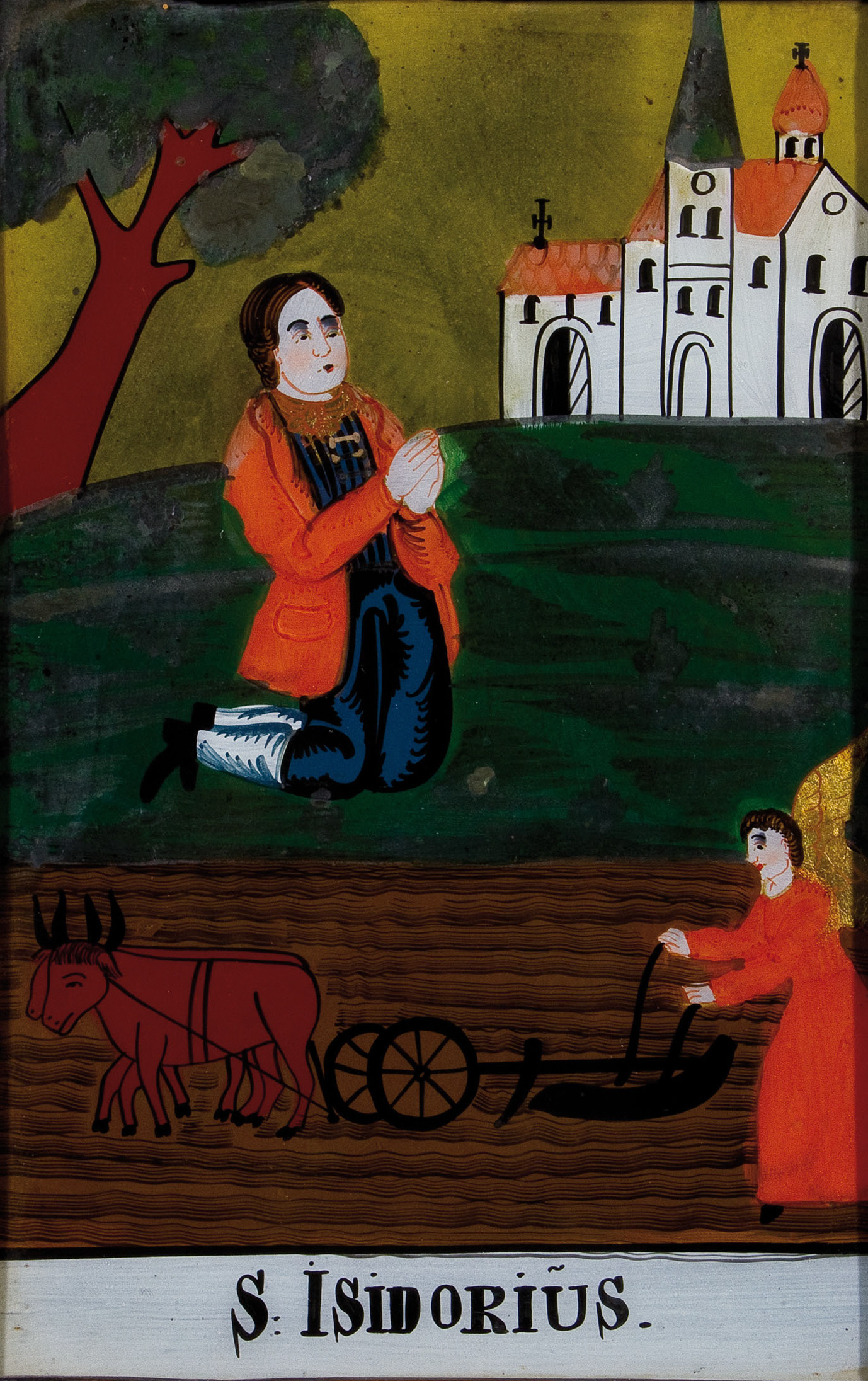
San Isidro Labrador

La ciudad se repuebla con cristianos del norte, sin que ello conlleve la expulsión de la población judía y musulmana (si bien algunos edificios religiosos musulmanes son requisados; de esta forma, la mezquita mayor se transforma en iglesia bajo la advocación de Santa María). De esta época temprana de dominación cristiana datan los cultos a los patrones de Madrid: la Virgen de la Almudena, de la que según la tradición se encontró una imagen en la muralla exterior el 9 de noviembre de 1085, y san Isidro Labrador, nacido hacia el año 1082 y muerto el 30 de noviembre de 1172, santo patrón de la villa.
A lo largo de los siglos XII y XIII se fijó y configuró la extensión de la Comunidad de Villa y Tierra de Madrid y la localidad se consolidó como municipio libre vinculado a la corona (villa de realengo) cuyos privilegios son confirmados en 1123 (Carta de Otorgamiento, dada por Alfonso VII de León) y 1202 (fuero promulgado durante el reinado de Alfonso VIII de Castilla). El territorio concejil, de tamaño medio, se encontró en sus comienzos rodeado en gran parte por el extenso alfoz segoviano, con el que mantuvo litigios territoriales. Alfonso VIII puso bajo la jurisdicción de Madrid tres sexmos o departamentos rurales:
- Sexmo de Vallecas, formado por Vallecas, Vicálvaro, Ambroz, Coslada, Rivas, Vaciamadrid, Velilla, Rejas, Canillas, Hortaleza, Chamartín, Fuencarral y Fuentelfresno.
- Sexmo de Villaverde, formado por Villaverde, Getafe, Fuenlabrada, Torrejón de la Calzada, Casarrubios, Humanejos y Perales.
- Sexmo de Aravaca, formado por Aravaca, Las Rozas, Majadahonda, Boadilla, Alcorcón, Leganés, y los Carabancheles Yuso y Suso (Alto y Bajo), a excepción del castillo y tierra circundante, perteneciente a la Orden de Santiago desde 1206.

De esta manera, Madrid tendrá bajo su jurisdicción las tierras y montes de Madrid hasta parte de la Sierra. En esta época se construye la segunda muralla de Madrid, conocida como muralla cristiana. La iglesia de San Nicolás de los Servitas, en la actualidad la más antigua de Madrid tras el derribo de la iglesia de Santa María de la Almudena, fue construida en el siglo XII, del que data su torre-campanario de estilo mudéjar, si bien rematada por un chapitel barroco.
Durante la primera mitad del siglo XIV aumenta la importancia de la localidad por su estratégica situación en las vías pecuarias que comienzan a estabilizarse y que comunican las submesetas norte y sur. De hecho, en las Cortes de Alcalá de 1348, Alfonso XI de Castilla fija en veinticuatro el número de ciudades con derecho a estar representadas en las Cortes de Castilla, y la villa de Madrid es una de ellas; cuando Juan II reduce el número a dieciocho, mantiene su derecho de representación. También en este periodo, el arzobispo de Toledo y consejero privado del rey, Gil de Albornoz, la convierte en cabeza de arciprestazgo, separando su administración eclesiástica de Alcalá de Henares. En la segunda mitad del siglo, los monarcas de la dinastía Trastámara (Enrique III, Juan II y Enrique IV) frecuentan la villa para practicar la caza. El último de ellos mantiene una casa (en la actual calle de Santa Clara) que se convierte durante su reinado en una de las residencias habituales del rey de Castilla. Destaca el hecho de que las Cortes de Castilla se reunieran hasta tres veces en la villa de Madrid durante este periodo, prueba de la especial predilección de la dinastía Trastámara por la ciudad.
Durante el siglo XV, la villa sigue creciendo hasta alcanzar unos 5000 habitantes a finales de la centuria. Los hitos más importantes de esta época serán el reconocimiento de Madrid como ciudad con representación en Cortes y la expulsión de los judíos en 1492.

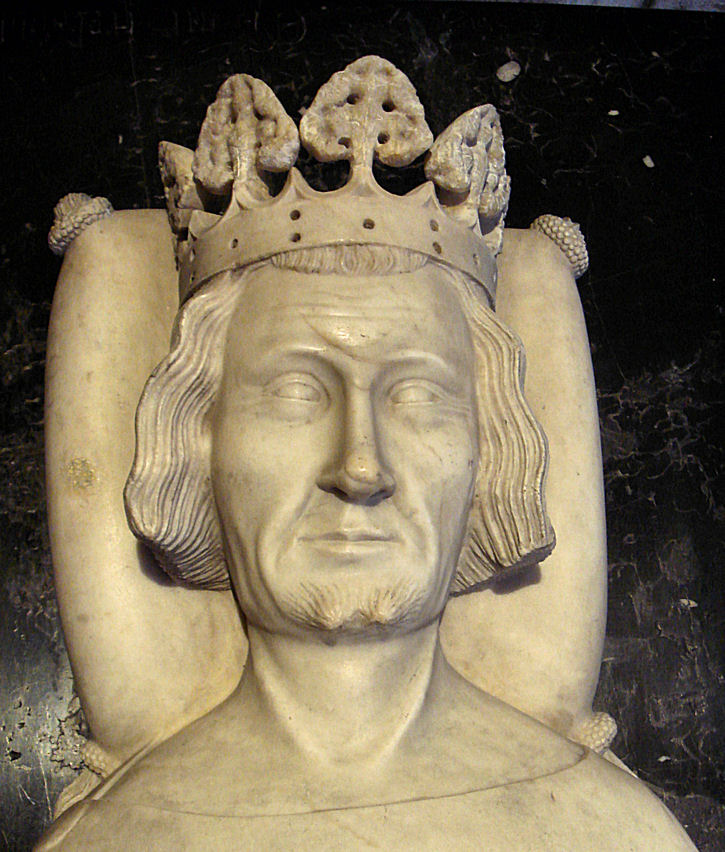
León V de Armenia

Un episodio poco conocido de la historia de Madrid corresponde al breve período en que Madrid tuvo un señor armenio. En 1375, Armenia había sido conquistada por los mamelucos de Egipto y su rey León V de Cilicia, trasladado como prisionero a Jerusalén y posteriormente a El Cairo. Desde allí pidió socorro a diversos reyes europeos. Obtuvo respuesta de Juan I de Castilla, que lo rescató y posteriormente lo acogió otorgándole en 1383 el señorío de Madrid, así como las ciudades de Andújar y Villarreal), lo que suponía una renta anual de unos 150 000 maravedíes. El pueblo de Madrid no lo acogió bien, consiguiendo de Juan I la promesa de que a la muerte de su nuevo señor la ciudad retornaría al Reino de Castilla. Al poco tiempo, en 1384, León V se traslada a París, pero se mantiene como titular del señorío de Madrid hasta el fin de sus días en 1391. Una vez fallecido las Cortes reunidas en Madrid bajo el reinado de Enrique III, bajo la presión de los madrileños, revocaron el señorío. En aquella sesión de la Cámara, Enrique III obtuvo las rentas adjudicadas a León V y el sitio de El Pardo como residencia real y coto de caza.

## El Madrid de los Austrias

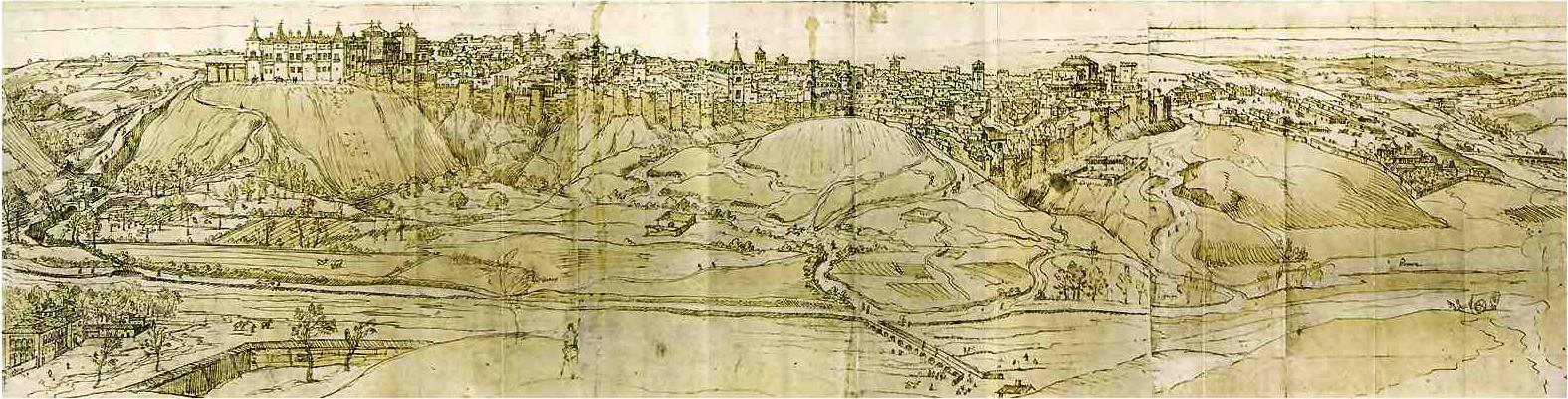
Vista de Madrid desde el oeste, frente a la Puerta de la Vega (1562), por Anton Van der Wyngaerde (llamado en España Antonio de las Viñas), encargado por Felipe II de recoger vistas de sus ciudades. Se aprecia en primer plano las riberas del Manzanares, cruzado por los antecesores del puente de Segovia (en primer término), y el puente de Toledo (más al sur, derecha), que se construirán en forma monumental años más tarde. El edificio más destacado, al norte (izquierda), es el Alcázar, que forma parte del circuito amurallado y que sufrirá varios incendios hasta el fatídico de 1734 que lo destruirá casi completamente, siendo sustituido por el actual Palacio Real. Entre el caserío se destacan las torres de las iglesias (de izquierda a derecha: San Gil, San Juan, Santiago, San Salvador, San Miguel de los Octoes, San Nicolás, Santa María, San Justo, San Pedro, la Capilla del Obispo, San Andrés y, extramuros, San Francisco), que no muestran aún el perfil de cúpulas y chapiteles que las caracterizará en los siglos siguientes. Aparece, fuera de las murallas y sobre el río, una instalación artesanal dedicada al tratamiento de pieles: las Tenerías del Pozacho. La reciente instalación de la corte provocó que las casas particulares estuvieran comenzando a sufrir el gravamen fiscal de la regalía de aposento, que produjo todo tipo de resistencias, entre las que destacaba la construcción de casas a la malicia.

Durante el año 1520, el malestar de las ciudades castellanas frente a Carlos I se va acrecentando. En las cortes convocadas primero en Santiago de Compostela y luego en La Coruña, varias ciudades, entre las que se encuentra Madrid, se niegan a votar los servicios que el rey reclama para financiar la coronación imperial en Alemania. Finalmente, las Comunidades de Castilla se alzan en armas en varias ciudades. Madrid se une también al movimiento junto a los capitanes comuneros Juan Bravo (Segovia), Juan de Padilla (Toledo) y Francisco Maldonado (Salamanca) representa a los castellanos sublevados ante la reina Juana I de Castilla en Tordesillas, donde estaba recluida. No obstante, la sublevación finaliza en junio de 1521, cuando, tras la derrota de las tropas comuneras en Villalar, el ejército real entra en la villa tras un asedio.

Tras sofocar la revuelta comunera, Carlos I se muestra generoso con Madrid y le concede los títulos de Coronada e Imperial, comenzándose la transformación del viejo alcázar árabe. Cuando Francisco I de Francia fue capturado en la batalla de Pavía, el lugar de su cautiverio será la Torre de los Lujanes, en la plaza de la Villa. Y también en la villa está fechado el Tratado de Madrid de 1526 (luego denunciado por la parte francesa) que resolvió su situación.

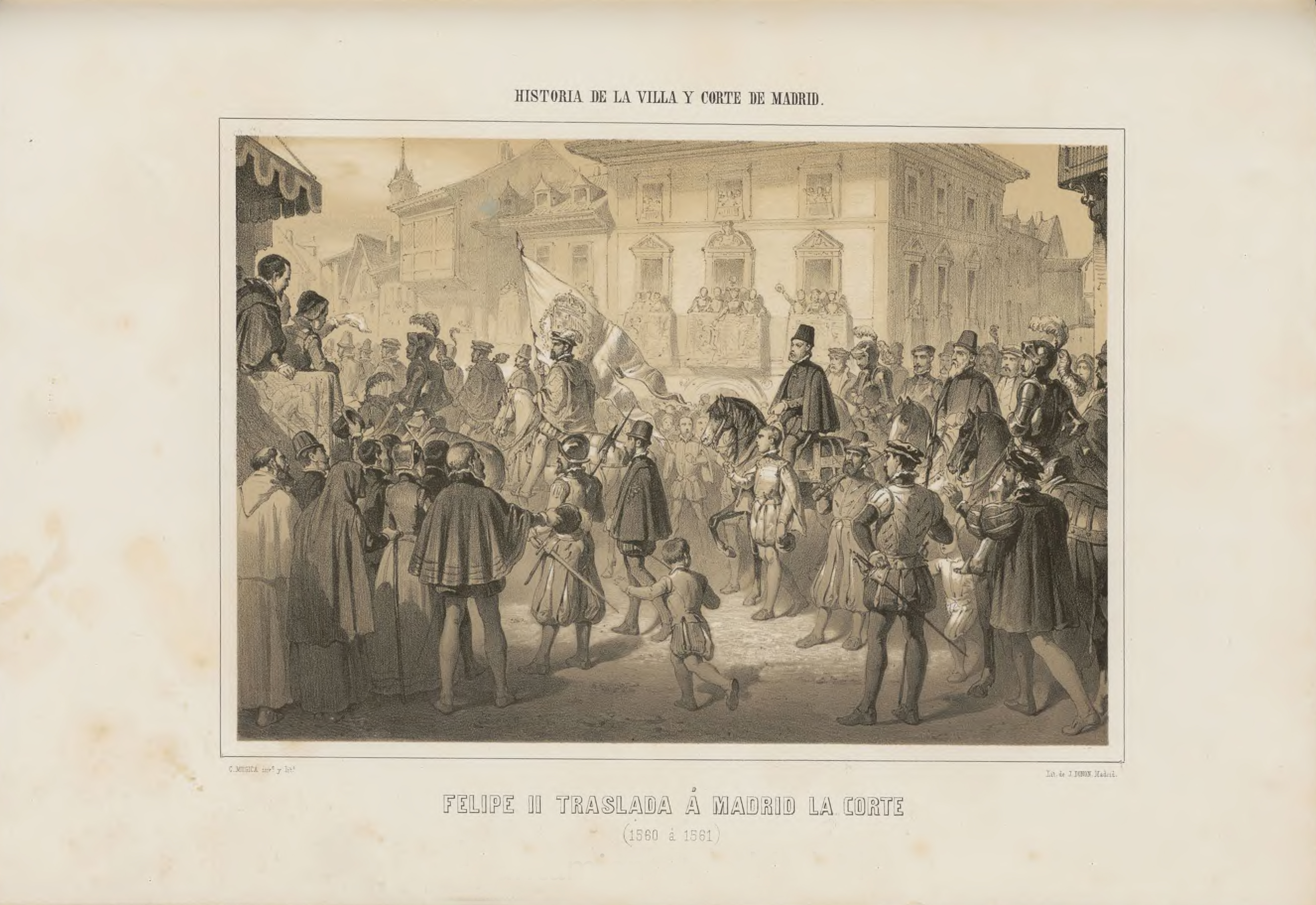
Felipe II trasladó la capital de Toledo a Madrid en 1561

 En junio de 1561, cuando la villa ya contaba con 20 000 habitantes, Felipe II trasladó la corte de Toledo a Madrid, instalándola en el antiguo alcázar. Las razones que se dan para este traslado son muy variadas. Entre ellas destacan la necesidad de separar la Corte de la influencia del poderoso arzobispo de Toledo, y la gran aflicción de la joven reina Isabel de Valois, asfixiada entre los muros del recio alcázar toledano y que urgía a su esposo a encontrar una nueva sede para la Corte. El microclima madrileño, más suave que el toledano, su situación geográfica y su magnífico entorno natural, hicieron de la villa una candidata muy apropiada. Con este hecho, la villa de Madrid se convierte en centro político de la monarquía.
Como fruto de la llegada de la corte, la población de la ciudad empieza a crecer a un ritmo acelerado. Se levantan edificios nobiliarios, iglesias y conventos, siendo los más destacados los de fundación real, como el monasterio de la Encarnación y el de las Descalzas Reales. Se derriba la vieja muralla y, en 1566, se levanta una nueva, la tercera de su historia. A la capital llegan gentes para cubrir las necesidades de la corte, así como un sinnúmero de pretendientes, aventureros y pícaros, que fueron reflejados en la literatura del Siglo de Oro. La política del rey da una fisionomía especial a la ciudad: declara que, por falta de espacios habitacionales adecuados para sus nobles y consejeros, quedan expropiadas las segundas plantas de las casas, que serán de posesión real. Esta normativa causa que todas las nuevas construcciones tiendan a tener una sola planta, con patio y rejería, con una segunda escondida a la vista de los viandantes y regidores del municipio. En 1562, Felipe II adquirió los campos y huertas de lo que luego será la Casa de Campo para coto de caza.

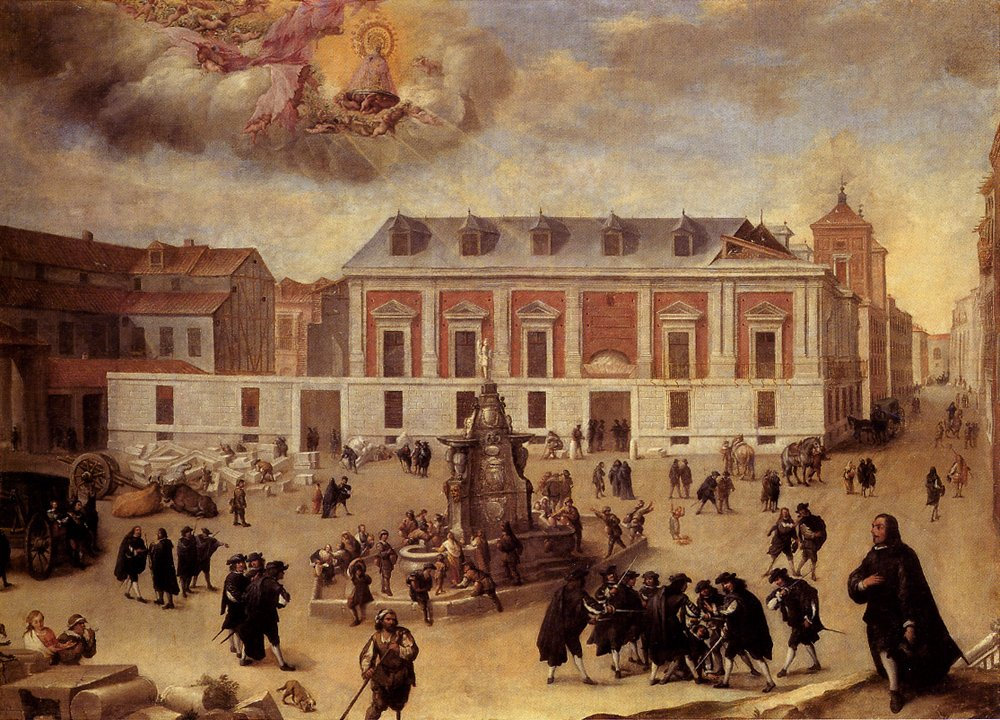
Milagro de la Virgen de Atocha en las obras de construcción de la Casa de la Villa (mediados del)

En 1601, Felipe III, siguiendo los consejos de su valido el duque de Lerma, ordena el traslado de la corte a Valladolid, donde permanece cinco años, con lo que en 1606 vuelve a Madrid. Tras este regreso, Felipe III toma algunas decisiones que serían significativas en el aspecto futuro de la ciudad: en 1616 ordena la construcción de la Plaza Mayor y en 1618 adquiere y amplia con jardines y fuentes los terrenos que actualmente conforman los Jardines del Retiro.
Su hijo y sucesor, Felipe IV, manda construir, en 1625, la cuarta muralla de Madrid, que se mantendrá hasta mediados del siglo XIX. Durante su reinado, la villa vivió un excepcional período de esplendor cultural, con la presencia de genios de la talla de Cervantes, Quevedo, Góngora, Velázquez, Lope de Vega o Calderón de la Barca.

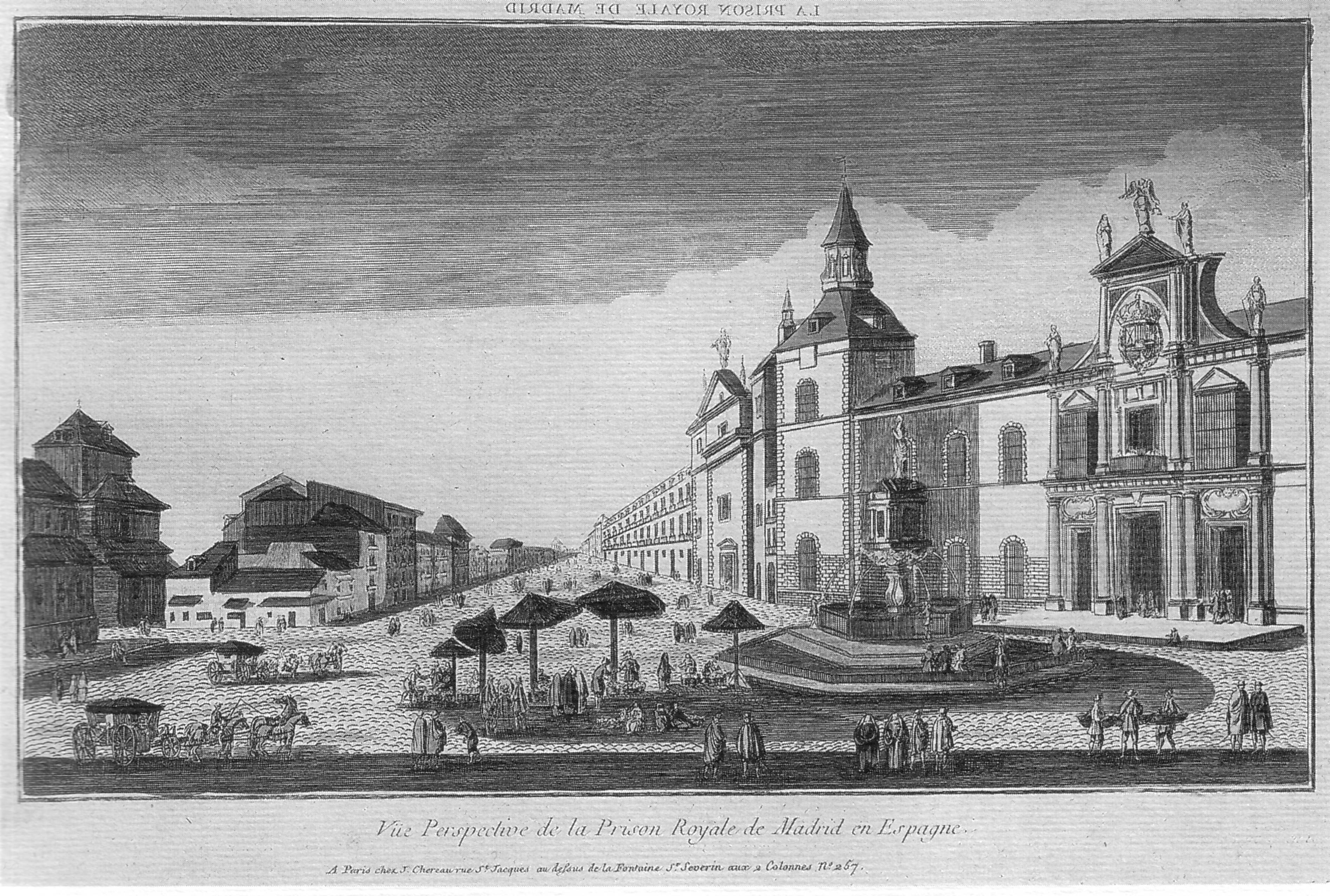
Plaza de Santa Cruz, cárcel de Corte y fuente de Orfeo (c. 1660)

Durante la dinastía de los Habsburgo, Madrid sufre una transformación fundamental. El núcleo, medieval, alrededor de la calle de Segovia, es trasladado hacia las cercanías del renovado Alcázar y son construidos todos los edificios necesarios para la administración de la Monarquía Hispánica: la Ceca en la plaza de Oriente, el Palacio de los Consejos o la Cárcel de Corte. También se multiplican el número de iglesias parroquiales y capillas, de las cuales han sobrevivido importantes ejemplos como la iglesia de San Cayetano, la ermita de San Isidro o la iglesia de San Ginés.
Entre los conventos, además de la Encarnación y las Descalzas Reales, se amplía el monasterio de los Jerónimos y fijan sede en la ciudad la mayor parte de las órdenes religiosas de mayor implantación, como los dominicos (basílica de Nuestra Señora de Atocha), los franciscanos (actual capilla del Hospital de la Orden Tercera de San Francisco), los jesuitas (basílica de San Isidro, Colegio Imperial), convento de las Trinitarias —actual sede del Arzobispado General Castrense—). También se establecen las órdenes militares (monasterio de las Comendadoras de Santiago, monasterio de las Calatravas, etc.). Por último, se dota al municipio de una nueva sede, con la construcción del Casa de la Villa (antigua sede del Ayuntamiento) en la actual plaza de la Villa, y diversas dependencias para los gremios en lo que se convertiría en la plaza Mayor.

## Primeros Borbones e Ilustración

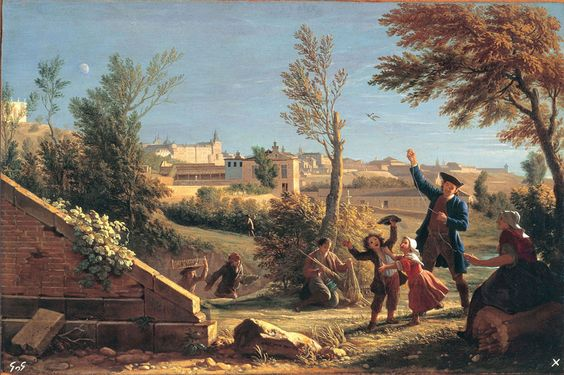
Vista de Madrid con vendedor de pájaros (c. 1715-1730) de Michel-Ange Houasse

A la muerte de Carlos II, estalla la guerra de Sucesión española, en la que Madrid apoya desde el principio a Felipe de Anjou como a Felipe V. Si bien la ciudad es ocupada en 1706 por los ejércitos angloportugueses, que proclamaron rey al archiduque Carlos de Austria con el nombre de Carlos III, y nuevamente en 1710, se mantuvo fiel a Felipe V (tras su segunda entrada en Madrid, el archiduque Carlos hizo el comentario «esta ciudad es un desierto»).
Felipe V comenzará una reforma incipiente del urbanismo de la capital. Las primeras transformaciones urbanas se iniciaron en la periferia suroeste durante el corregimiento del marqués de Vadillo (1715-1730). Bajo la dirección de Pedro de Ribera, se levantan el puente de Toledo y su acceso y se planifica la orilla izquierda del Manzanares, donde se levanta la iglesia de la Virgen del Puerto.

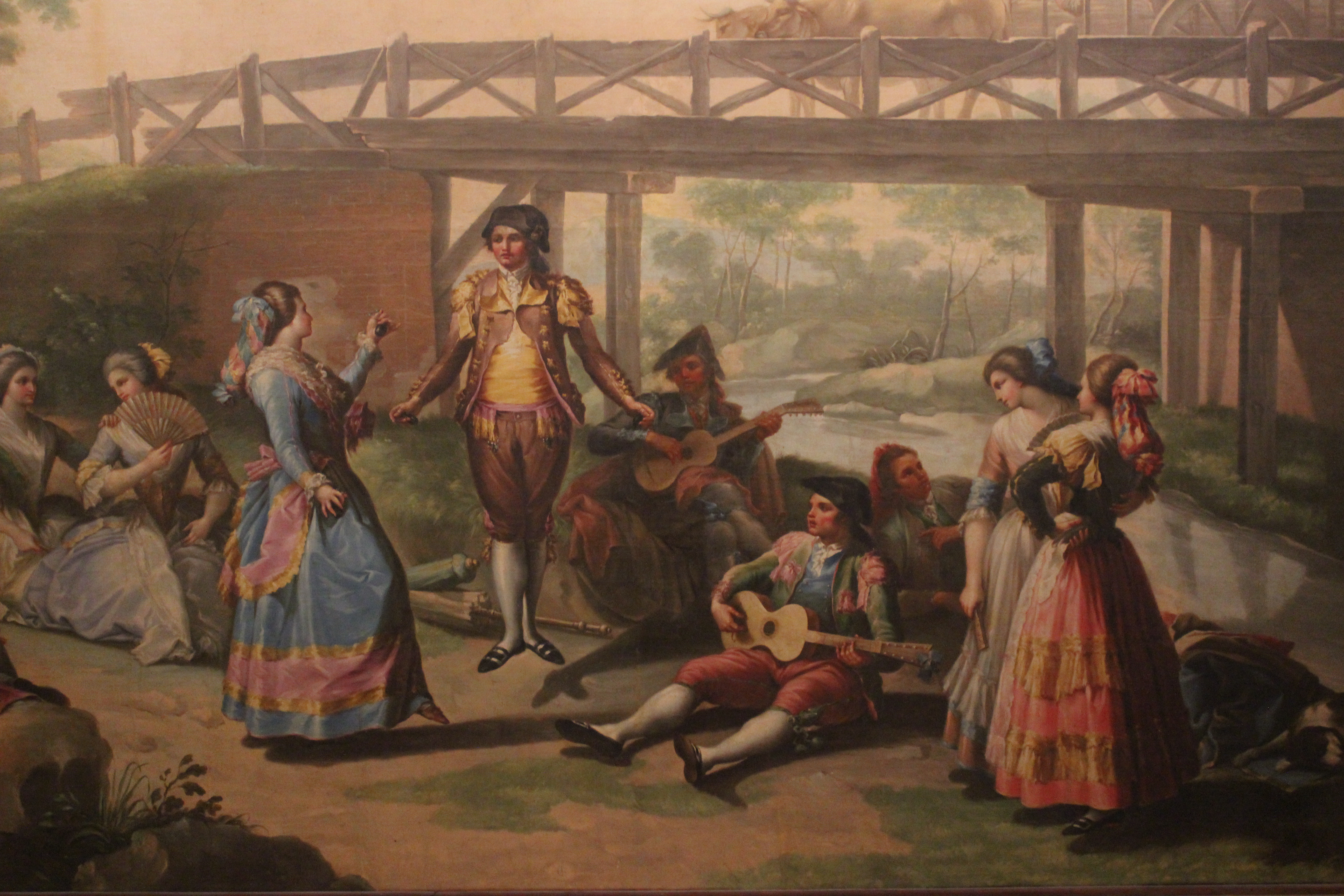
Bailes en el Manzanares en la segunda mitad del

Al mismo tiempo, se inicia la construcción del Palacio Real, cuyas obras comienzan en 1738 en el solar del antiguo alcázar, destruido por un incendio en 1734 (en cualquier caso, la excesiva austeridad del alcázar no era muy del agrado del rey, acostumbrado a las cortes francesas). La construcción del palacio corrió a cargo de Juan Bautista Sachetti y se prolongó hasta 1764, ya en el reinado de Carlos III, interviniendo en ella los arquitectos Sabatini y Ventura Rodríguez. Tras las reformas de Fernando VI, que mandó construir el convento de las Salesas Reales, accede al trono Carlos III, que sería conocido como «el mejor alcalde de Madrid». Carlos III se propuso hacer de Madrid una capital digna de tal nombre, con la construcción de paseos, la creación de sistemas de alcantarillado e iluminación pública, el pavimentado de calles y la ornamentación de la ciudad con distintos monumentos. Se inicia también la construcción de cementerios en las afueras de la ciudad en lugar de en las iglesias y conventos.

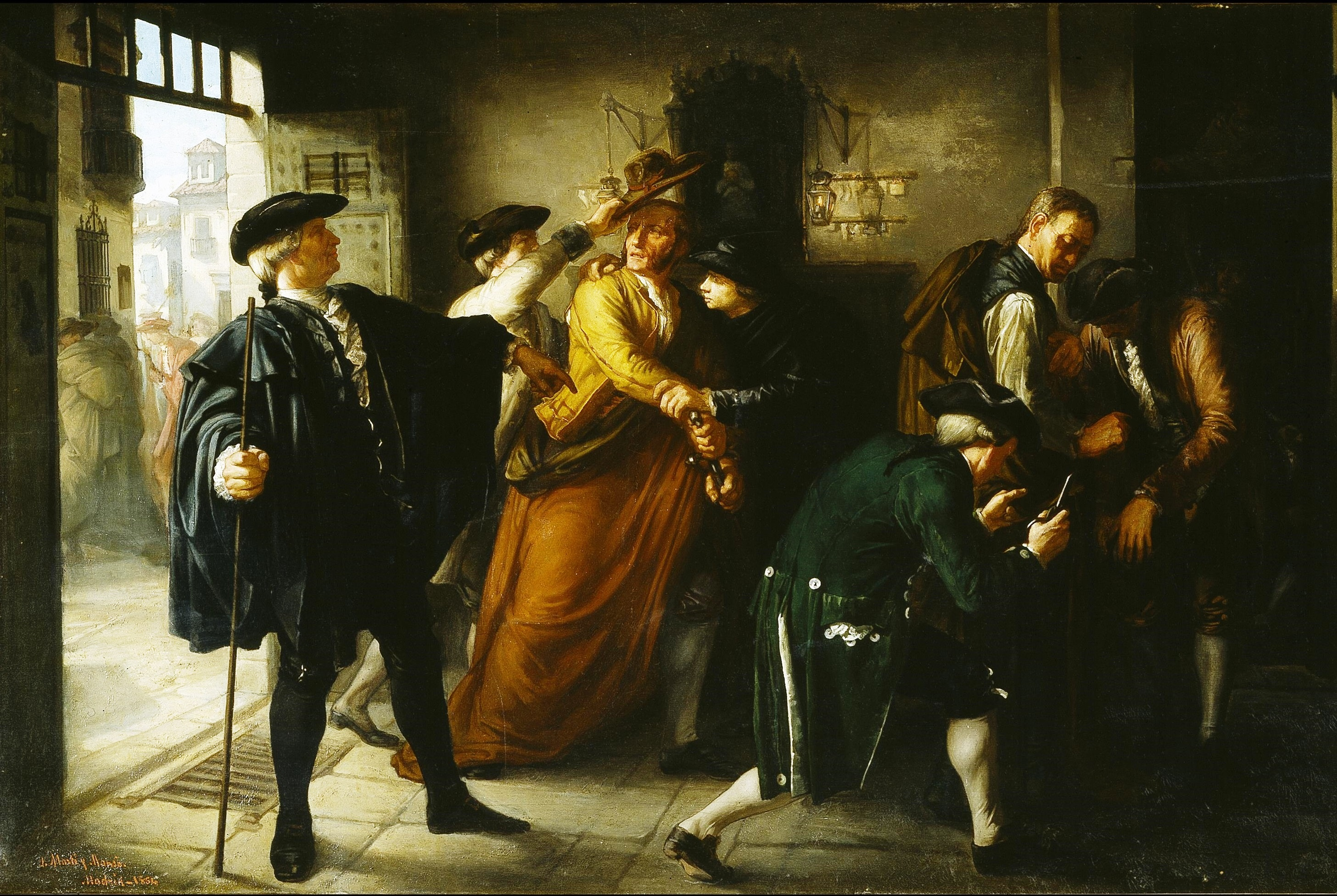
Motín de Esquilache. Los alguaciles debían llevar a recortar las capas y los sombreros que incumplieran la ordenanza sobre indumentaria.

A pesar de ser conocido como uno de los mayores benefactores de Madrid, los comienzos de Carlos III no fueron del todo tranquilos, puesto que en 1766 tuvo que superar el motín de Esquilache, un estallido tradicionalista instigado por la nobleza y el clero contra los aires renovadores que traía Carlos III que puso como excusa el decreto sobre indumentaria que ordenaba el acortamiento de las capas y la prohibición del uso de los sombreros que ocultasen la cara.
Una institución típicamente ilustrada, la Real Sociedad Económica de Amigos del País, se funda en su versión madrileña en 1775 con el apelativo Matritense, a iniciativa de Campomanes. Su sede está en la Torre de los Lujanes, frente al antiguo ayuntamiento. Del reinado de Carlos III datan la basílica de San Francisco el Grande (1761-1770); la Casa de Correos (1766-1768), la Casa Real de la Aduana (1769), la Puerta de Alcalá (1769-1778) o el Palacio de Buenavista (1777).
Otros hitos de esta etapa fueron la apertura al público del parque del Buen Retiro (1761); el inicio de las obras del Salón del Prado (1775, posteriormente paseo del Prado), con las fuentes de Neptuno, Apolo y Cibeles) y el Museo del Prado (1785), cuyo edificio principal fue concebido en principio como sede del Real Gabinete de Historia Natural. También la reconstrucción del Hospital General (1776, en la actualidad Museo Nacional Centro de Arte Reina Sofía o la creación del Jardín Botánico (1781), sustituyendo al anterior de Migas Calientes. También se activa el proyecto de la cuesta de San Vicente (1767-1777) y se construye la calle Real.

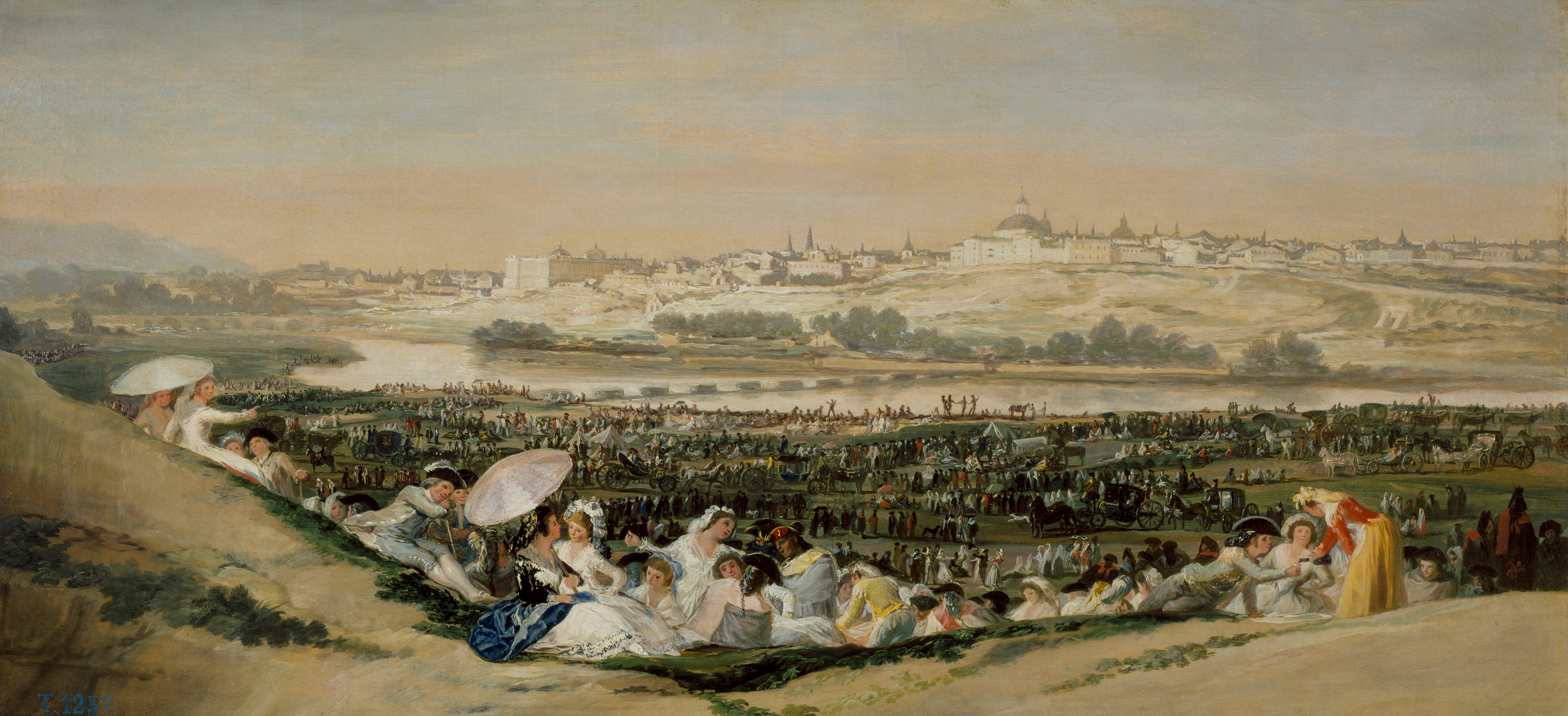
La pradera de San Isidro, de Francisco de Goya (1788). La ciudad aparece vista desde el suroeste, y algo distinta de como la pudo dibujar Wyngaerde doscientos años antes. El alcázar ha sido sustituido por el Palacio borbónico, el puente de Segovia (a la izquierda) es el actual, y el perfil de la enorme cúpula de San Francisco el Grande domina el resto de iglesias de la villa. Al norte (a la izquierda) se adivina la montaña del Príncipe Pío, donde, veinte años después de esta festiva composición, el pintor tendrá ocasión de observar una trágica escena de fusilamientos.

El reinado de Carlos IV, en medio de los cataclismos que asuelan Europa, no es muy significativo para Madrid. El único hecho de mención es el comienzo de la remodelación definitiva de la plaza Mayor (1790). La población de la ciudad creció con el progreso y paz vividos desde la llegada al trono de Fernando VI. En 1787 se realiza el primer censo oficial de Madrid, que da fe de la existencia de 156 672 habitantes en la ciudad. Sin embargo, la ciudad, encorsetada por la cerca de 1625, no crece en consonancia. Esto hizo subir los precios de las viviendas, así como que se edificara en cualquier hueco disponible, aumentando de este modo la insalubridad y el hacinamiento. Aun así, la población más desfavorecida ni siquiera podía aspirar a un mísero cuartucho en el interior de la cerca, por lo que se ve obligada a establecerse fuera de ella. Surgen de esta forma suburbios miserables al sur de la ciudad, como los de las Injurias y Peñuelas, y alguno más decente al norte, como el de Chamberí.

## Guerra de la Independencia

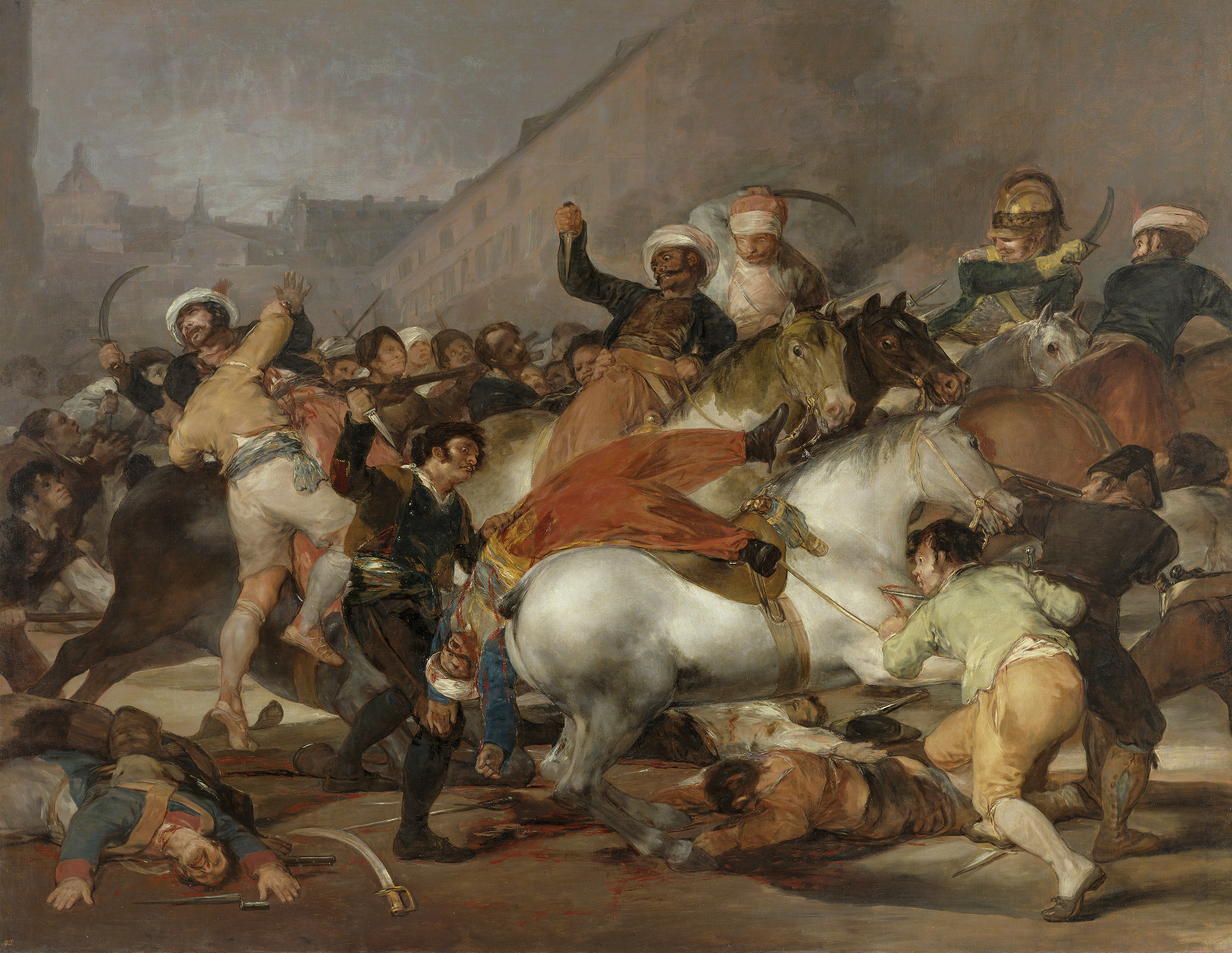
La carga de los mamelucos (2 de mayo de 1808). Francisco de Goya, Museo del Prado.

El 27 de octubre de 1807, Carlos IV y Napoleón firman el tratado de Fontainebleau, por el que se permitía el paso de tropas francesas por territorio español para unirse a tropas españolas e invadir Portugal, país que se había negado a acatar la orden de bloqueo internacional contra Inglaterra. En febrero de 1808, Napoleón, con la excusa de que el bloqueo contra Inglaterra no se respeta en los puertos portugueses, envía un poderoso ejército al mando de su cuñado, el general Murat. Al margen del tratado, tropas francesas entraron por Cataluña, ocupando las plazas que encontraban a su paso. De esta forma, a lo largo de febrero y marzo de 1808, ciudades como Barcelona y Pamplona quedaron bajo dominio francés.
Mientras todo esto ocurría, tiene lugar el motín de Aranjuez (17 de marzo de 1808), por el que el príncipe heredero, Fernando VII, aparta a su padre del trono y ocupa su puesto. Sin embargo, cuando Fernando VII regresa a Madrid, la ciudad se encuentra ocupada ya por Murat, por lo que tanto el rey como su padre se encuentran virtualmente prisioneros del ejército francés. Napoleón, aprovechando la debilidad de los Borbones españoles, obliga a ambos, primero al padre y luego al hijo, a reunirse con él en Bayona, donde llega Fernando VII el 20 de abril.
Ante la ausencia de los reyes, la situación se va haciendo más y más tensa en la capital. El 2 de mayo, la multitud comenzó a concentrarse ante el Palacio Real. El gentío vio como los soldados franceses sacaban del palacio a los integrantes de la familia real que aún se encontraban en el palacio. Al ver forcejear al infante Francisco de Paula con su captor, la multitud se lanzó al asalto de las carrozas al grito de ¡Que nos lo llevan!. Los soldados franceses dispararon contra el gentío. La lucha duraría horas y se extendería por todo Madrid. Mientras tanto, los militares españoles, víctimas de la confusión institucional reinante, seguían acuartelados y pasivos. Solo el parque de Artillería sito en el Palacio de Monteleón se alza finalmente en armas contra los franceses, dirigido por los capitantes Luis Daoíz y Pedro Velarde. Tras repeler una primera ofensiva francesa al mando del general Lefranc, los dos mueren luchando heroicamente ante los refuerzos enviados por Murat. Poco a poco, los focos de resistencia van cayendo. Cientos de españoles, hombres y mujeres, y de soldados franceses murieron en esta refriega. El lienzo de Goya de La Carga de los Mamelucos refleja las luchas callejeras que tuvieron lugar ese día.

Los fusilamientos en la montaña del Príncipe Pío (3 de mayo de 1808)

La represión es cruel. En el Salón del Prado y en los campos de la Moncloa se fusila a centenares de patriotas atendiendo al bando del Murat contra todo español que porte armas. Cuadros como El Tres de mayo de 1808 en Madrid: los fusilamientos en la montaña del Príncipe Pío, de Goya, reflejan la represión con que finalizó el levantamiento popular del Dos de Mayo.
Mientras tanto, en Bayona, Napoleón, tras mantener aislados a los miembros de la Familia Real, el 6 de mayo de 1808 consigue que, tras amenaza de muerte, Fernando VII devuelva la corona a su padre, el cual previamente ya la había cedido a Napoleón, quien a su vez la había otorgado a su hermano mayor, José Bonaparte, que se convierte en José I, rey de España. Son las Abdicaciones de Bayona. El 7 de julio es coronado y presta juramento a las cortes reunidas en Bayona, encaminándose a continuación hacia Madrid, adonde llega el día 20. Apenas diez días después abandona la ciudad, tras la derrota francesa en la batalla de Bailén. Sin embargo, tras la derrota española en la batalla de Somosierra (30 de noviembre de 1808), las tropas francesas entran de nuevo en Madrid.

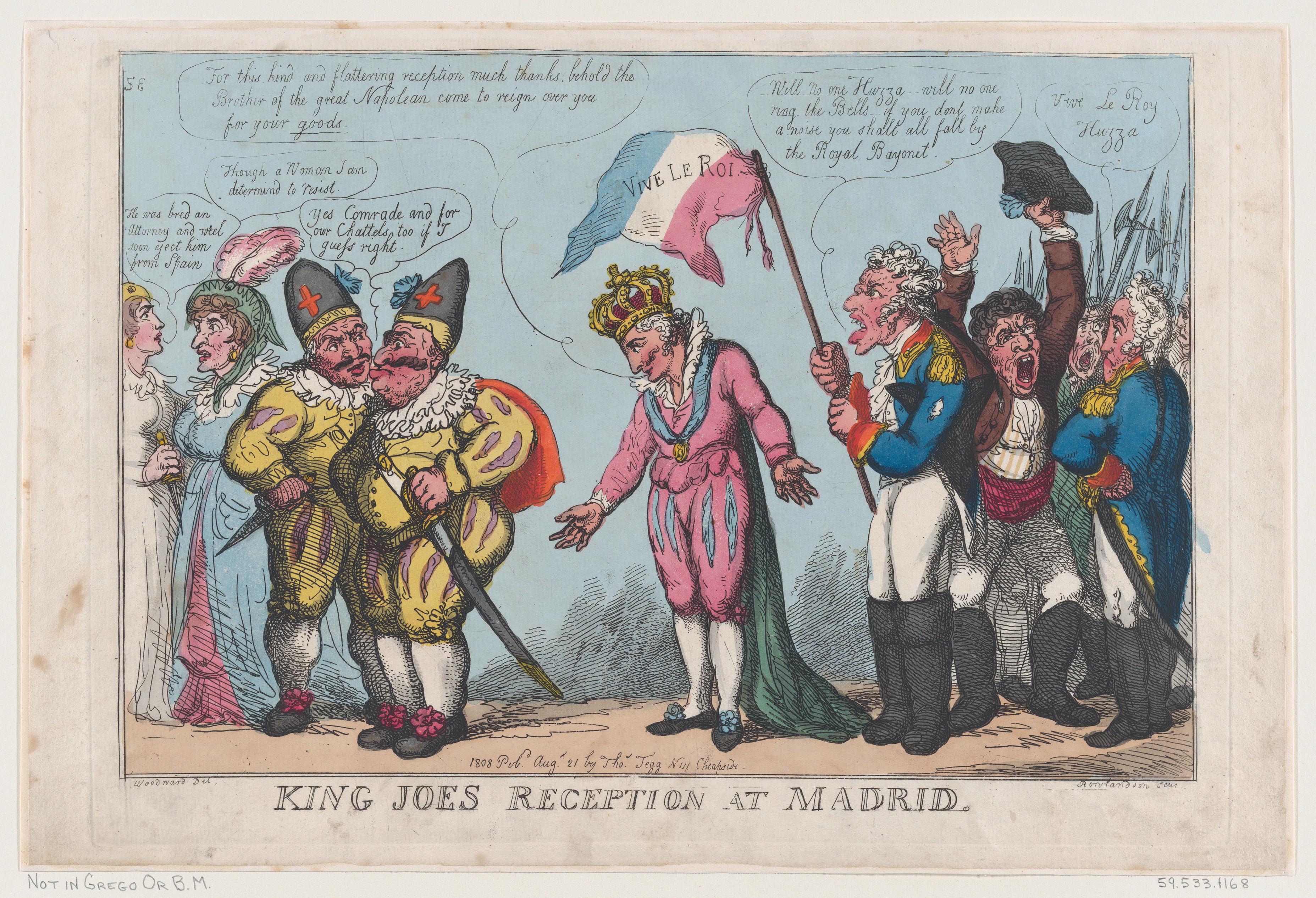
Caricatura inglesa de la recepción de José I Bonaparte en Madrid

José I Bonaparte (1808-1813) trata de aplicar un programa reformista, con ayuda de los llamados afrancesados. Como parte de dicho programa, ordena el derribo de conventos, iglesias y zonas congestionadas de Madrid para transformarlas en plazas y vías públicas, lo que le valdría ser apodado por el pueblo de Madrid como «el Rey Plazuelas». Así es como surgen las plazas de Santa Ana, Cortes, Mostenses, San Martín o Ramales, ocupando los solares de conventos derribados. Sin embargo, el proyecto más ambicioso fue la creación de una gran plaza junto a la fachada oriental del Palacio Real, a costa del derribo de gran número de casas y de algún que otro edificio singular (Casa del Tesoro y Convento de San Gil). Es lo que ahora conocemos como plaza de Oriente. José Bonaparte no verá, sin embargo, el fin de este proyecto, que continuarían en 1817 bajo el reinado de Fernando VII. La creación de los primeros cementerios en las afueras de la ciudad (acabando con los enterramientos en iglesias y conventos) también se debe a José Bonaparte (Cementerios Generales del Norte y del Sur).
La liberación de la ciudad se salda con la destrucción de valiosos recintos, como el Palacio del Buen Retiro. Del antiguo palacio solo quedaron en pie el Salón de Reinos (actual Museo del Ejército) y el Salón de Baile (actual Casón del Buen Retiro).

## El Romanticismo y la Restauración

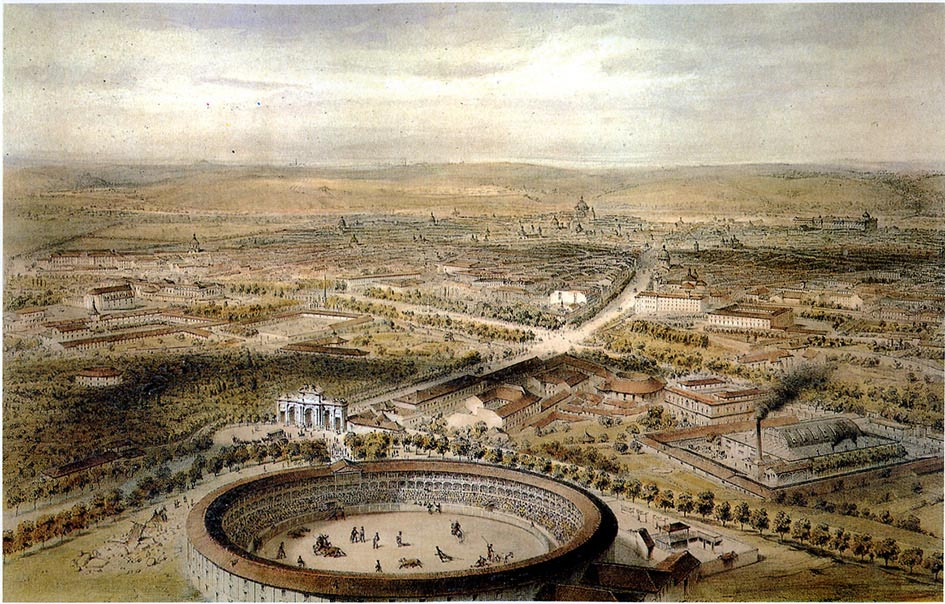
Vista aérea de la ciudad de Alfred Guesdon (c. 1854), con la plaza de toros de la Puerta de Alcalá en primer plano.

La guerra de la Independencia, a pesar de los últimos estertores absolutistas del reinado de Fernando VII, alumbró un nuevo país, con un carácter liberal y burgués, abierto a las influencias que venían del resto de Europa. Madrid, la capital de España, experimenta como ninguna otra ciudad las transformaciones originadas por esta apertura y se llena de teatros, cafés y periódicos. Es el Madrid romántico, alterado frecuentemente por brotes revolucionarios y pronunciamientos, como por ejemplo el de la Vicalvarada de 1854, cuya última fase tuvo lugar en la ciudad, sembrándose de barricadas las calles. Este episodio revolucionario terminaría dando pie al inicio del bienio progresista.
En 1840 se inauguró el Obelisco del dos de Mayo en la plaza de la Lealtad. Fue construido según el diseño de Isidro González Velázquez de 1821.
Pero no son solo cafés y teatros los que van cambiando la fisonomía de la ciudad. En 1836 se crea la Universidad Central, nacida como resultado del traslado definitivo de la antigua Universidad de Alcalá a la capital. En 1850 se inaugura el palacio de las Cortes, sede del Congreso de los Diputados y el 9 de febrero de 1851 el ferrocarril Madrid-Aranjuez, el segundo tramo de la península. Hacia 1858 el suministro de agua de la capital se racionaliza, construyéndose el Canal de Isabel II, el cual trae el agua del Lozoya a Madrid.
La Estación de Atocha, o «del Mediodía», se creó en 1851, aunque el edificio principal, ya no usado para cobijar los trenes, es de 1888, ejemplo de la arquitectura del hierro de Alberto de Palacio, discípulo de Gustave Eiffel. Fue durante generaciones el punto de entrada de los inmigrantes a Madrid, en un ambiente costumbrista en el que se incluía el pequeño hampa del estraperlo, los carteristas, los trileros y el timo de la estampita.
Por lo que se refiere al trazado de la ciudad, Madrid no sufrió ninguna transformación significativa hasta mediados del siglo XIX, época en que se demolieron conventos y se abrieron nuevas calles y plazas a raíz de la desamortización de Mendizábal (1834-1855). 

Plano parcelario de Madrid editado en 1879.

El primer crecimiento significativo de la ciudad se produjo hacia 1860, cuando la burguesía consiguió demoler la cerca de Felipe IV, y se aprobó el plan de ensanche de Carlos María de Castro, que pretendía ordenar el crecimiento de la ciudad. Este plan triplicaba la superficie de Madrid y aplicaba retícula ortogonal para la construcción de los nuevos barrios. La nueva planificación afectó a los arrabales existentes en el norte, Chamberí, y en el sur, Peñuelas; y permitió la creación del barrio de Salamanca al este de la ciudad por el empresario José de Salamanca.
También surgieron en este momento, ajenos al plan de ensanche, los barrios de Argüelles y de los Jerónimos fruto de la venta y la parcelación de las posesiones reales del Retiro y de la montaña de Príncipe Pío.
En la década de 1870 Madrid superó los 400 000 habitantes y sentó las bases de la futura metrópoli. Como consecuencia de la expansión de la ciudad, empezaron a crearse los primeros medios de transporte público. En 1871 se abren las primeras líneas de tranvía, que unen la Puerta del Sol con los ensanches y la periferia. El Plano Parcelario de Madrid del Instituto Geográfico y Estadístico da una idea de los cambios que experimentó la ciudad en este momento.
A partir de la restauración de Alfonso XII, la ciudad va adquiriendo otro carácter, reflejado en las novelas de Pérez Galdós y Baroja.

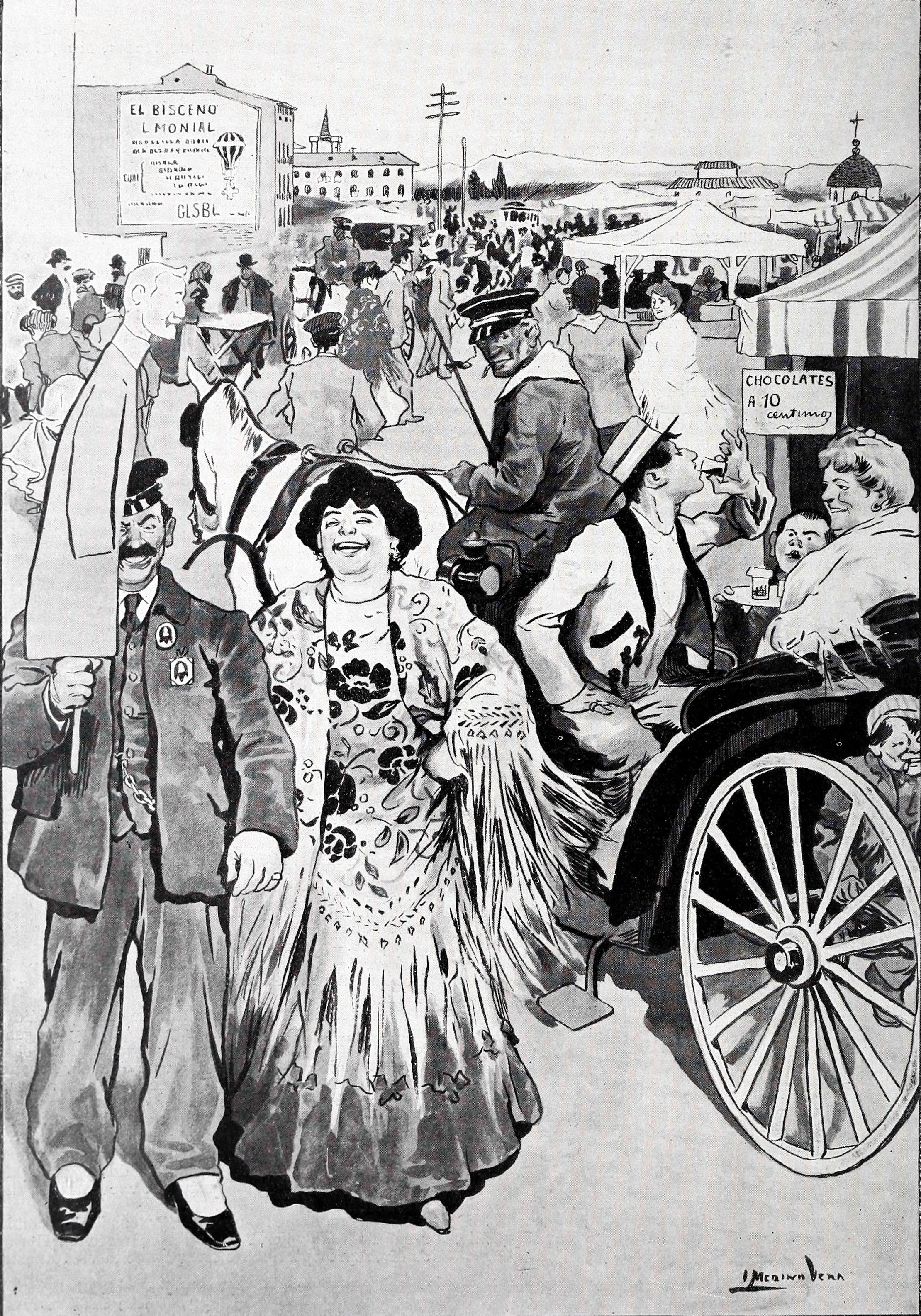
Ilustración de la desaparecida romería de la Cara de Dios (1908).

En 1885 aconteció la última de las grandes epidemias decimonónicas de cólera en la ciudad, que segó la vida de unas 1366 personas ensañándose en los distritos de La Latina e Inclusa, y en 1886 el paso de un tornado por la ciudad, dejó en torno a 47 víctimas mortales, además de cuantiosos destrozos materiales. En un contexto de crecientes impuestos, se produjo en el verano de 1892 el conocido como motín de las verduleras, a raíz de las tasas a la venta ambulante impuestas a este sector.

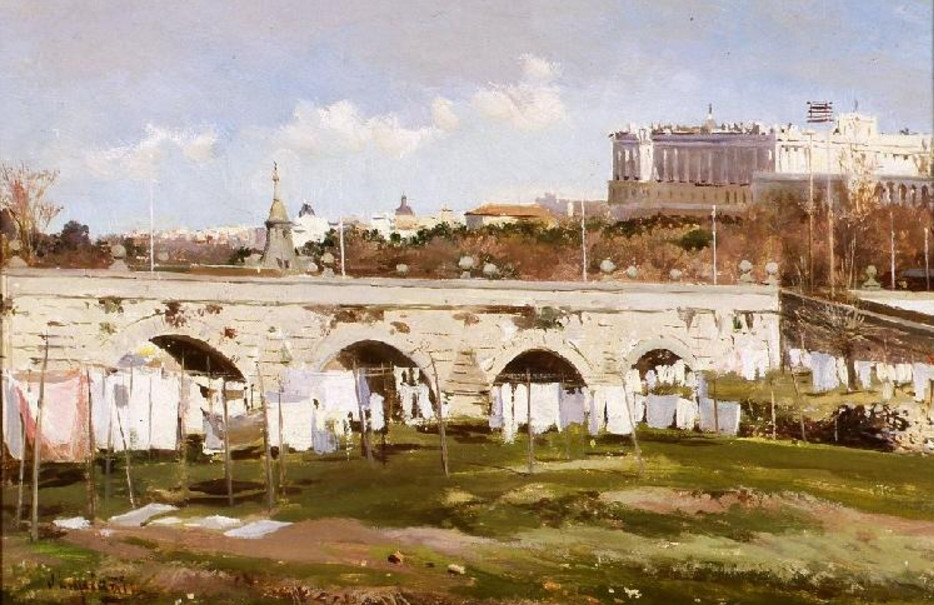
Tendederos en el río Manzanares, junto al puente de Segovia y con el Palacio Real en segundo plano.

Aun así, a principios del siglo XX, Madrid conservaba todavía más trazos propios de una antigua villa que de una ciudad moderna. La necesidad de infraestructuras que dicho crecimiento trajo consigo fomentaron la absorción, siguiendo las vías de comunicación radiales, de distintos núcleos de población hasta entonces independientes de la capital: hacia el suroeste los Carabancheles (Alto y Bajo); hacia el norte, Chamartín de la Rosa; por la carretera de Valencia, Vallecas y Vicálvaro; por la carretera de Aragón, Canillejas; y por la carretera de Burgos, Fuencarral. Nuevos arrabales como las Ventas, Tetuán o el Carmen, daban acogida al recién llegado proletariado, mientras en los ensanches se instalaba la burguesía madrileña. El 8 de abril de 1905 el hundimiento del tercer depósito del Canal de Isabel II provocó 30 víctimas mortales.

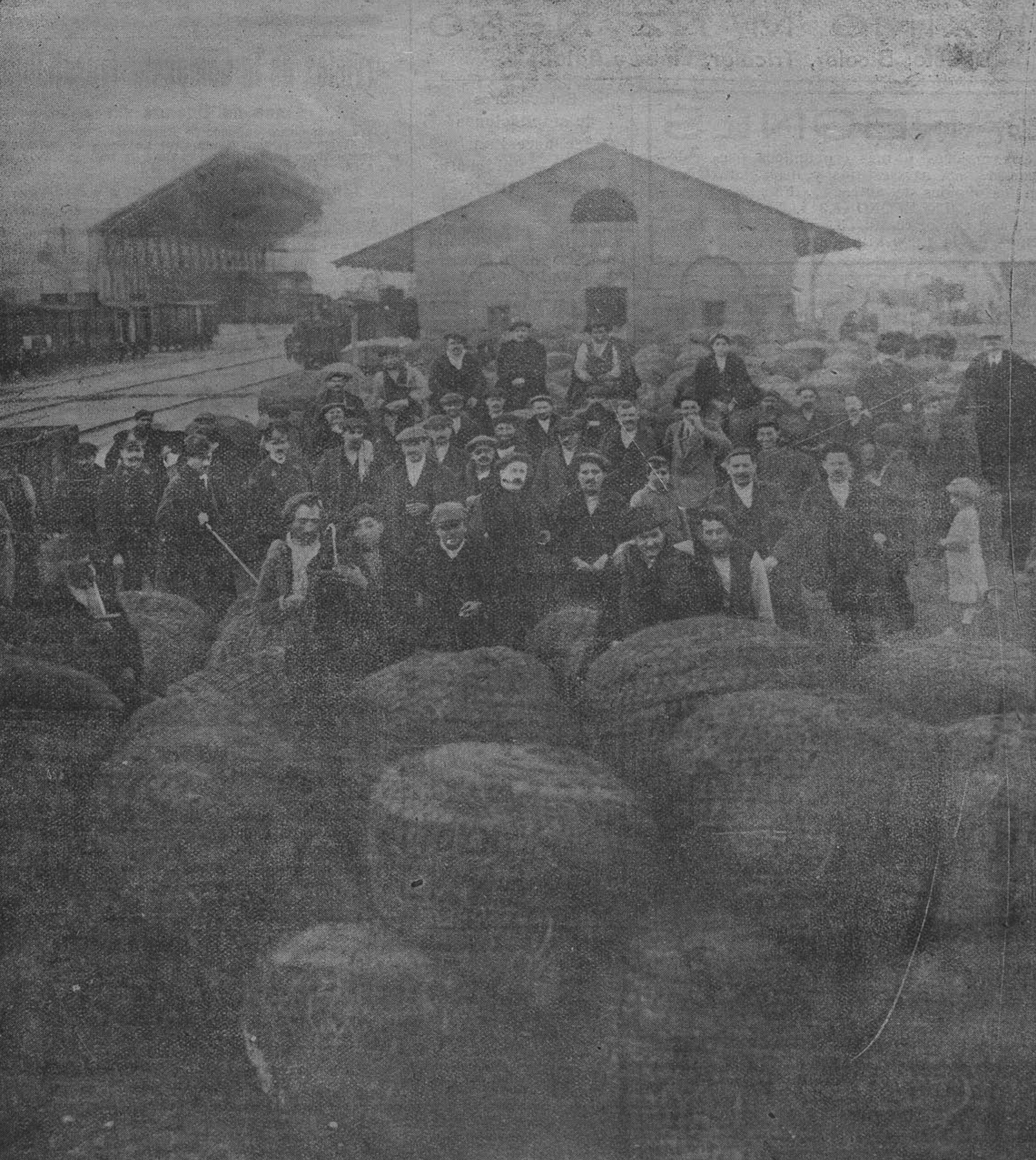
Varios carboneros de Madrid viendo en la estación de las Delicias el carbón de encina que se niegan a venderles los acaparadores (La Mañana, 18 de enero de 1918)

En los albores del siglo XX se comenzaron a formar círculos republicanos en los distritos de Madrid. En 1909 se produjo en la ciudad una epidemia de tifus exantemático. Este comienzo de siglo es una época de auge del terrorismo anarquista. El 31 de mayo de 1906, Alfonso XIII contraía matrimonio con Victoria Eugenia de Battenberg. Cuando la comitiva se disponía a salir de la calle Mayor, el anarquista Mateo Morral arrojaba una bomba camuflada en un ramo de flores. La pareja real resulta ilesa pero la explosión provoca una masacre alrededor de la carroza. Más adelante en la ciudad se produjeron los magnicidios de dos jefes de Gobierno, José Canalejas en 1912 y Eduardo Dato en 1921. Durante la Primera  Guerra Mundial se produjeron en la ciudad problemas de abastecimiento de carbón, con los consiguientes recortes en el alumbrado público.
Se ha estimado que la pandemia de gripe «española» provocó un exceso de mortalidad de unos 6500 fallecimientos en Madrid entre 1918 y 1920.
Los años 1920 fueron años de prosperidad, reflejados en la apertura, con el fin de descongestionar el casco antiguo, de la Gran Vía (véase: Historia de la Gran Vía); en el proyecto de urbanismo moderno del ingeniero urbanista Arturo Soria, la Ciudad Lineal; o en la extensión del ferrocarril metropolitano, cuyo primer tramo (Sol-Cuatro Caminos) se había inaugurado en 1919. Las obras de canalización del cauce del Manzanares a la altura de la ciudad se iniciaron en 1914, y no finalizaron hasta 1925. La actividad huelguística del movimiento obrero, que tardó en cobrar importancia en Madrid, en contraste con otros centros industriales de la periferia, como la costa cantábrica y sobre todo Barcelona, empezó a despuntar en los años previos a la dictadura de Primo de Rivera, para alcanzar ya durante la Segunda República un papel preponderante en el contexto nacional. Durante este primer tercio de siglo la población de Madrid duplicó su tamaño, pasando a alcanzar en torno al millón de habitantes.

## Segunda República y Guerra Civil

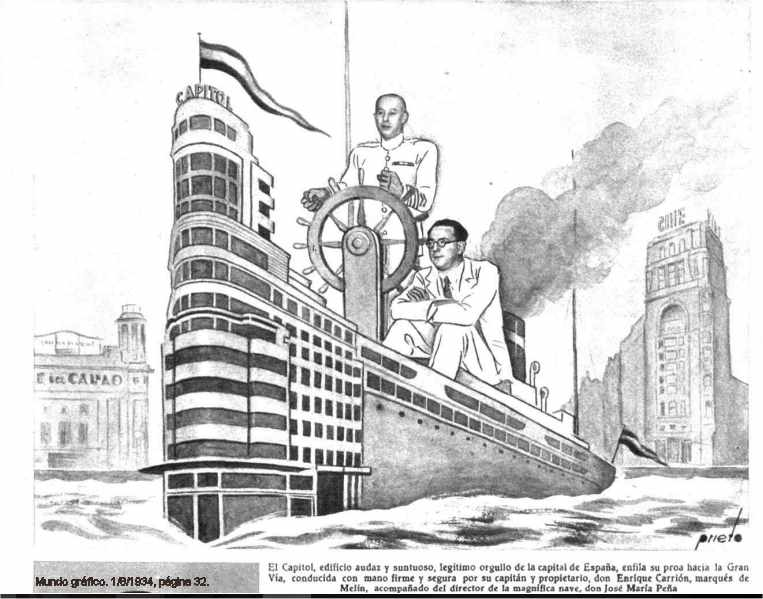
Composición en la prensa en referencia a la inauguración del edificio Carrión (1933)

Las elecciones municipales del 12 de abril de 1931 suponen en Madrid un gran triunfo de la conjunción republicano-socialista, obteniendo el 69,2 % de los votos (88 758 votos para la conjunción y 33 939 para los monárquicos), que se tradujeron en 15 concejales socialistas y 15 republicanos, frente a los 20 monárquicos. El triunfo republicano en la capital y en la mayoría de las capitales de provincia supone la descomposición de la monarquía y el advenimiento, apenas dos días después, de la Segunda República. El comité revolucionario asumió el poder el día 14 por la tarde, proclamando la República en la Casa de Correos de la Puerta del Sol, sede del Ministerio de la Gobernación, ante una multitud enfervorizada.
La Constitución de la República, promulgada en 1931, fue la primera que legisló sobre la capitalidad del Estado, estableciéndola explícitamente en Madrid, donde el republicano Pedro Rico fue elegido alcalde por la corporación municipal, con cinco socialistas como tenientes de alcalde: Andrés Saborit, Manuel Cordero, Wenceslao Carrillo, Trifón Gómez y Lucio Martínez.
La fisonomía de la ciudad, debido a la crisis económica y política, cambió poco durante los años de la República. Sin embargo, sí que hubo algunos hitos significativos. La Casa de Campo pasa a la jurisdicción municipal en 1931, tras su separación del patrimonio de la Corona. Durante el periodo republicano se siguió llevando a cabo la construcción de la Ciudad Universitaria, cuyas obras habían comenzado en 1928. Mediante la creación de la Junta Constructora de la Ciudad Universitaria de Madrid se le da el impulso definitivo para la terminación del proyecto.
También se dio inicio al proyecto de enlaces ferroviarios de Madrid y a la construcción de un conjunto administrativo sobre lo que habían sido los terrenos del antiguo hipódromo, situado en el paseo de la Castellana, para albergar los Ministerios de Obras Públicas y de Gobernación de la República, los Nuevos Ministerios. En esta etapa se empezó la construcción la depuradora de "La China" (entre la actual M-40 y la calle Embajadores), que se detuvo con la guerra civil y no se culminó hasta 1950; decisiva para acabar con las epidemias de tifus provocadas por la irrigación de las huertas del Manzanares con aguas fecales.
En 1936 comenzó la guerra civil. La ciudad de Madrid fue de los últimos focos de resistencia republicana que quedaban hacia 1939, siendo la ciudad que «encarna la resistencia antifascista durante la guerra». Debido a los constantes hostigamientos de las fuerzas franquistas, la capital de la República española se mudó a Valencia y posteriormente a Barcelona. La contienda dañó gravemente la ciudad, especialmente la zona noroeste: el barrio de Argüelles y la Ciudad Universitaria, escenarios de la batalla de Madrid en noviembre de 1936.

## Dictadura franquista
Municipios anexionados por Madrid a lo largo del siglo XX
Tras la conquista de Madrid por el ejército rebelde, liderado por Francisco Franco, estos se instalaron en la villa y le devolvieron la capitalidad de España. El gobierno militar se instaló en el Palacio del Pardo, a pocos kilómetros de la ciudad. Los comienzos de la dictadura en Madrid, al igual que en el resto de España, fue de represión hacia los republicanos, principalmente a la ideología de izquierdas y a los comunistas y anarquistas de la ciudad, que se vieron forzados al exilio y persecución. 

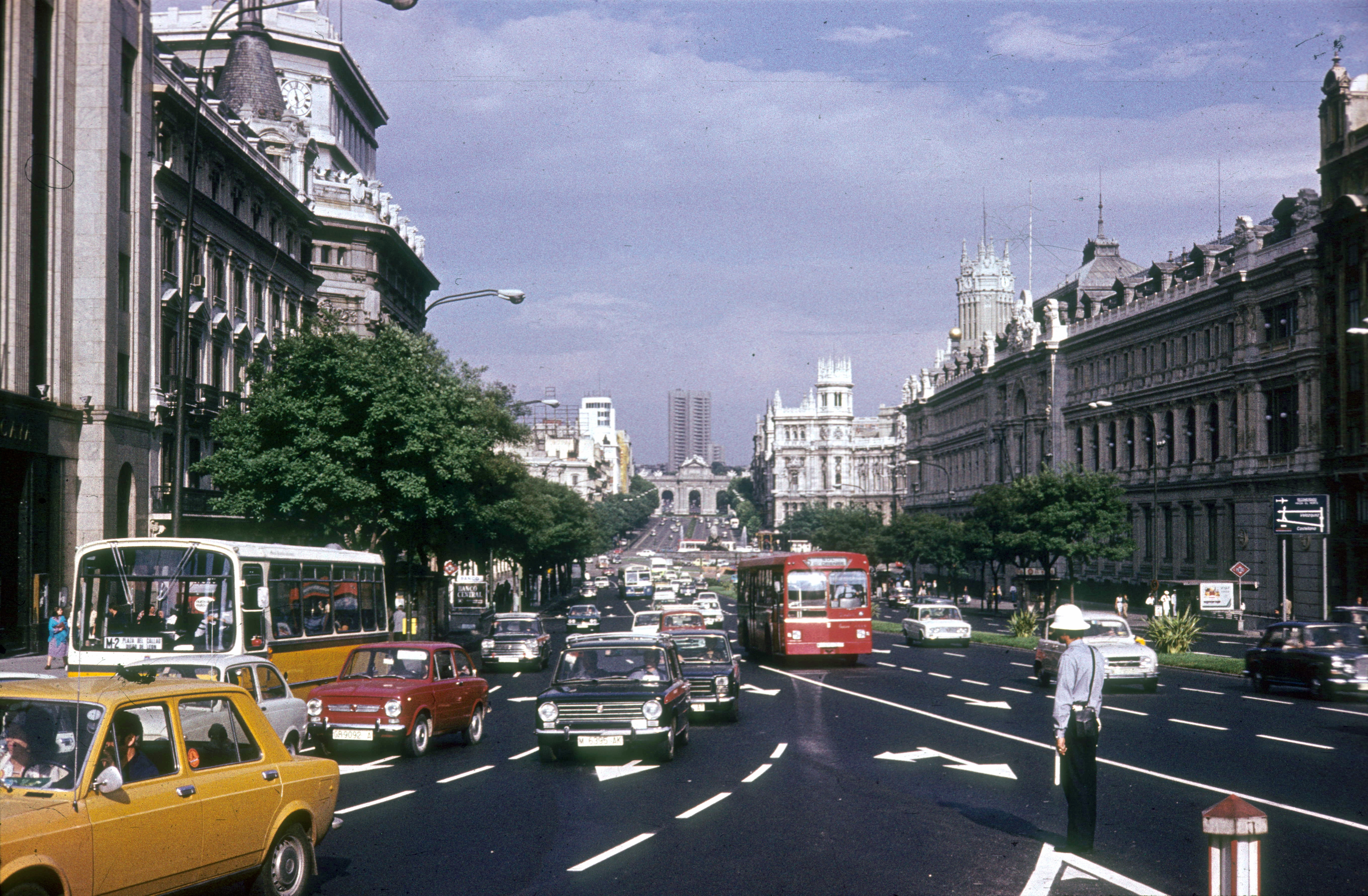
Calle de Alcalá en 1974

En el plano administrativo, durante los años cuarenta y cincuenta, Madrid fue anexionándose hasta trece municipios limítrofes (en 1948, Chamartín de la Rosa, Carabanchel Alto y Carabanchel Bajo; en 1950, Barajas, Hortaleza, Canillas, Canillejas y Vallecas; en 1951, Vicálvaro, Fuencarral, Aravaca y El Pardo; en 1954, Villaverde), pasando su extensión de 66 km² a los 607 km² actuales. El Plan de Ordenación del Área Metropolitana, aprobado en 1963, inició la tendencia a desviar la concentración poblacional de Madrid hacia municipios metropolitanos, como Alcorcón, Alcobendas, Coslada, Fuenlabrada, Getafe, Leganés, Móstoles, San Sebastián de los Reyes o San Fernando de Henares. También se reformaron las iglesias, conventos y estructuras civiles y militares destruidas durante la guerra. 
A partir de los años 1960 se produce el llamado milagro económico español (1959-1973), con un crecimiento del turismo internacional tras años de aislamiento. De esta época son los emblemáticos edificios de plaza de España: la Torre Madrid y el edificio España. También se aprobó el proyecto de construcción de la zona de AZCA, en 1964 por la Comisión de Planeamiento y Coordinación del Área Metropolitana de Madrid, que albergaría posteriormente los mayores rascacielos de la ciudad y grandes áreas de negocios. Hubo un aumento de la población promovido por las migraciones a Madrid de gentes de otras regiones más rurales de España. Por ello, Franco mandó construir nuevos barrios de viviendas de protección oficial en la periferia; principalmente para los inmigrantes, los obreros y los vagabundos.
En los últimos años de la dictadura se produjeron en Madrid los atentados terroristas contra Luis Carrero Blanco (1973) y el de la calle del Correo (1974), cometidos por el grupo terrorista nacionalista vasco ETA.

## Democracia
Finales del siglo XX

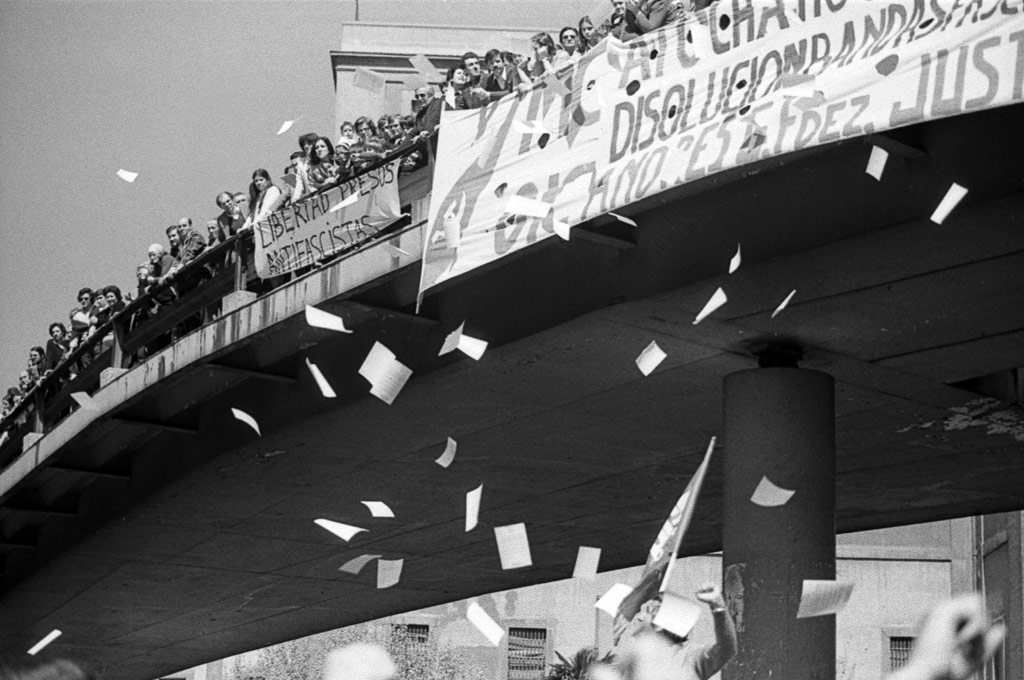
Manifestación del 1 de mayo de 1979, poco después de la investidura de Tierno Galván como alcalde.

Tras la muerte de Franco y la instauración del régimen democrático, la Constitución de 1978 confirma a Madrid de nuevo como capital de España. En 1980, las primeras elecciones municipales de la democracia traen a Madrid el primer alcalde elegido democráticamente desde la Segunda República. Los años de la Transición y las convulsiones políticas del país hacen de Madrid escenario de algunos de los hechos más relevantes de la época, como las manifestaciones multitudinarias de apoyo a la democracia tras el desbaratado golpe de Estado del 23 de febrero de 1981. Los primeros alcaldes democráticos pertenecerán a los partidos de izquierda (Enrique Tierno Galván, Juan Barranco), virando después la ciudad a posiciones más conservadoras (Agustín Rodríguez Sahagún, José María Álvarez del Manzano y Alberto Ruiz-Gallardón).

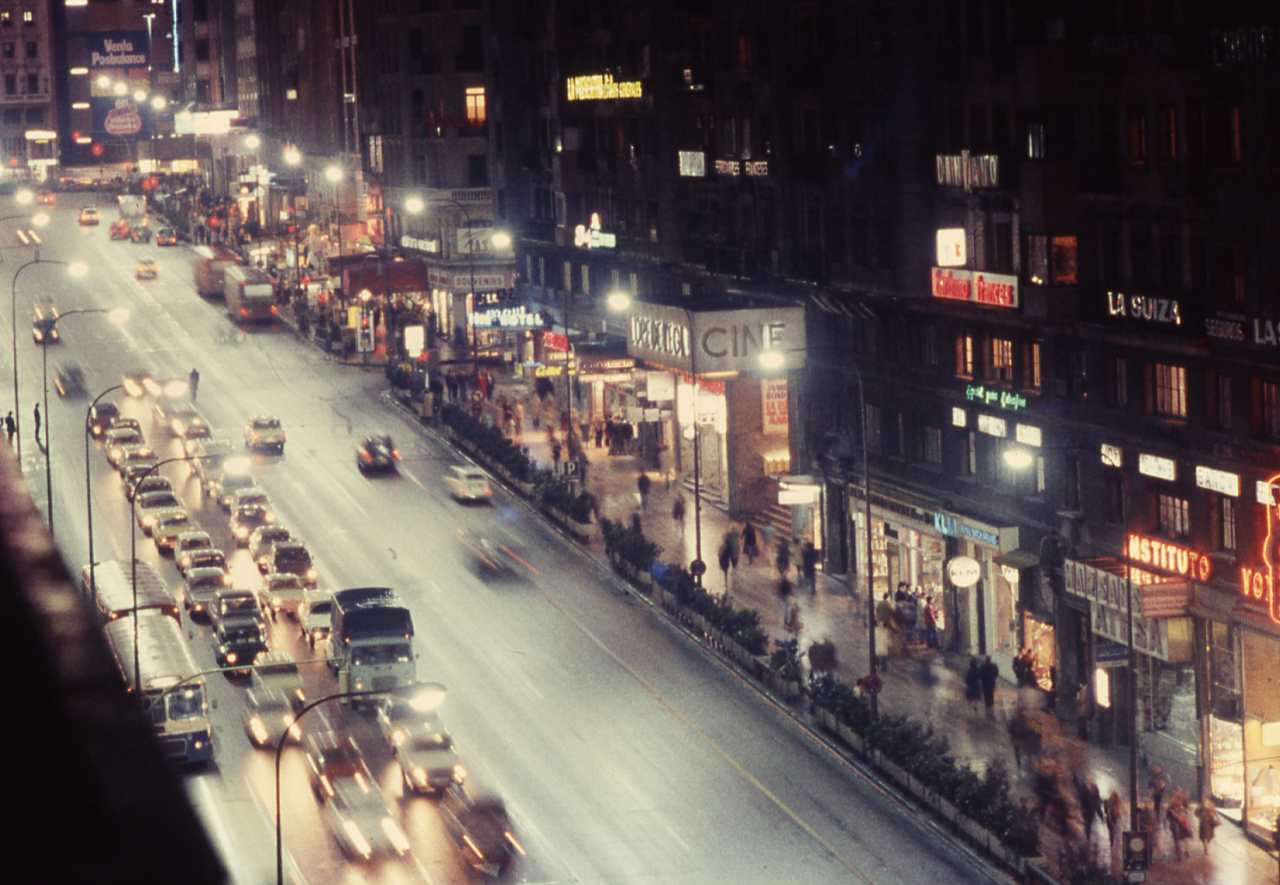
La Gran Vía madrileña en 1980

La elección democrática de alcaldes trae definitivamente grandes beneficios a la ciudad, al verse estos obligados a mejorar la calidad de vida de los ciudadanos, ante los que responden (los alcaldes franquistas eran elegidos directamente por Franco). Se inicia así la construcción de bibliotecas, instalaciones deportivas y centros de salud; la eliminación de los núcleos chabolistas; la limpieza del río Manzanares; la mejora del viario; el cierre de la M-30 por el norte y su posterior soterramiento en la zona del Manzanares; la construcción de nuevas vías de circunvalación (M-40, M-45, M-50), a la vez que se aumenta la capacidad de las carreteras de acceso (convertidas en autovías o duplicadas con autopista de peaje); o la regulación de aparcamiento en el interior de la ciudad, que, con protestas vecinales en algunos casos, llega al límite de la M-30, todo ello con el objeto de absorber y regular el tráfico creciente.
Siglo XXI
A principios del siglo XXI, la ciudad siguió abordando nuevos retos: mantenimiento de la población dentro del núcleo urbano (Madrid es el municipio de España en el que el aumento del precio de la vivienda ha sido mayor); expansión de la ciudad (con la creación de nuevos barrios a través de Programas de Actuación Urbanística (PAUs): Ensanche de Vallecas, Ensanche de Carabanchel, Montecarmelo, Arroyo del Fresno, Las Tablas, Sanchinarro, Valdebebas...); remodelación del centro histórico; absorción e integración de la inmigración que acude a la ciudad.

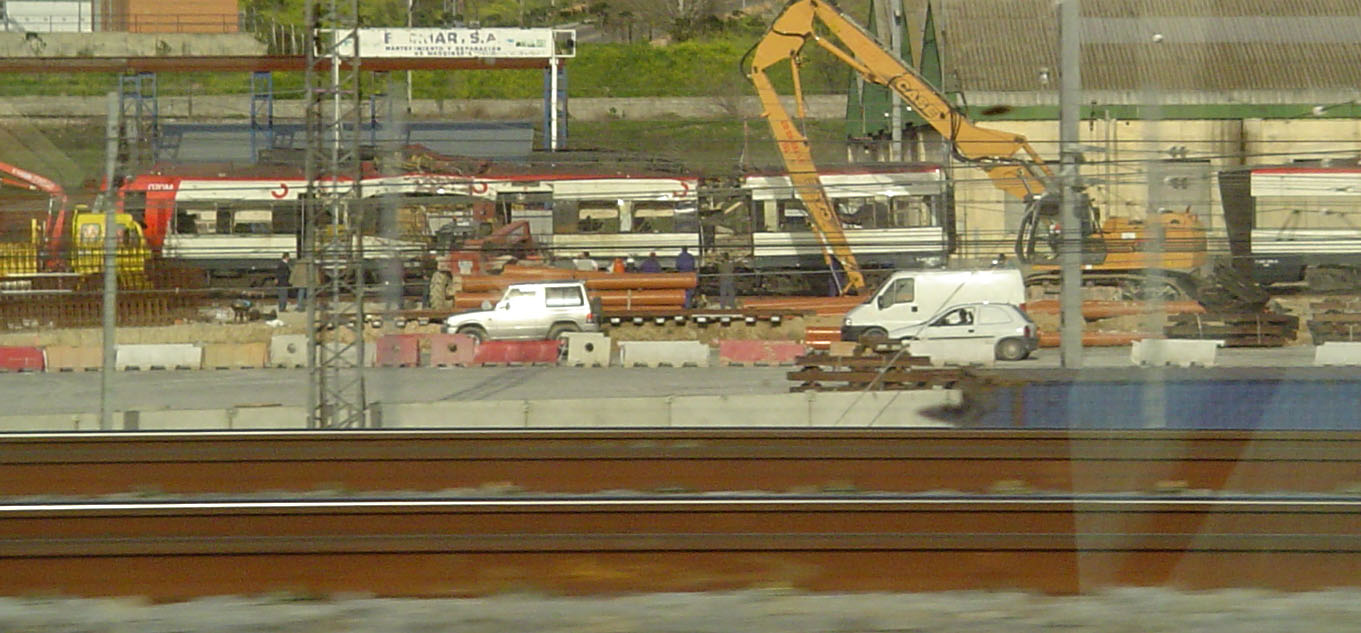
Restos de uno de los trenes tras los atentados del 11-M (2004)

El 11 de marzo de 2004 la ciudad sufrió una serie de atentados con mochilas bomba situadas en cuatro trenes de la red de ferroviaria de cercanías. Los atentados, los mayores sufridos en España y en la Unión Europea, se cobraron la vida de 191 personas y causaron heridas a más de 1900. El 11 de marzo de 2007, justo tres años después, los reyes de España (Juan Carlos I y Sofía de Grecia) inauguran en la glorieta de Carlos V un monumento conmemorativo a las víctimas. El 30 de diciembre de 2006, ETA hizo explotar una bomba en el aparcamiento de la terminal T4 del aeropuerto de Barajas, causando la muerte a dos personas.

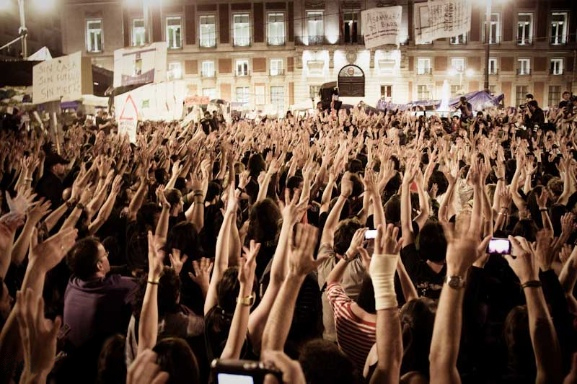
Protestas del movimiento 15-M en la Puerta del Sol (2011)

Los años 2010 comenzaron en Madrid con el nacimiento de un movimiento de protestas organizadas en el movimiento 15-M, que servirían de ejemplo para el resto de España y posteriormente al resto del mundo. Este movimiento, madrileño en sus orígenes, tuvo análogos en el extranjero, como el movimiento Ocupa Wall Street (de la misma época). La causa principal de la buena organización de las protestas y su eco mundial fueron las redes sociales. Esta década también vio un proceso de renaturalización del río Manzanares, consistente en la apertura de las diversas esclusas que retenían el curso del río a su paso por la ciudad, con la consiguiente disminución de la profundidad al transformar el agua estancada en agua corriente, además de la proliferación de vegetación en el cauce y el aumento de la biodiversidad de especies vegetales y animales.